# MV Agusta
MV Agusta Motor S.p.A., nata come Meccanica Verghera Agusta, è una casa motociclistica Italiana con sede a Schiranna di Varese.
Nata come Società Anonima nel 1945 diventa nel 1952 Società a responsabilità limitata per poi nello stesso anno assumere la denominazione definitiva di Società per azioni. Il marchio fu acquisito, nel 1992, dalla Cagiva di Schiranna (frazione di Varese); nell'agosto del 2008 è passato al gruppo Harley-Davidson che a sua volta, nell'agosto 2010, l'ha ceduto nuovamente allo stesso Claudio Castiglioni, ex proprietario del marchio Cagiva. Dal 2019, il russo Timur Sardarov diventa azionista di maggioranza, rileva l'Azienda e ne diventa presidente e amministratore delegato fino a marzo 2024, quando la Pierer Mobility AG (proprietaria anche di KTM) ne diventa azionista di maggioranza con il 50,1%.
Dal 31 gennaio 2025, a causa della crisi della KTM, Sardarov acquisisce il 100% della MV Agusta, comprando le restanti azioni che erano di proprietà del marchio austriaco.
Il suo nome è particolarmente legato alle competizioni motociclistiche: in quelle del motomondiale si è aggiudicata dal 1952 al 1974 75 titoli iridati (38 piloti e 37 costruttori), cosa che ne fa la casa motociclistica europea più vincente di ogni epoca.

## Storia

### La fondazione
L'MV Agusta trae le sue origini dalla Costruzioni Aeronautiche Giovanni Agusta S.A., fondata nel 1908 dal conte Giovanni Agusta (1879-1927), la cui terza unità produttiva, dopo quelle di Tripoli e Bengasi, fu inaugurata a Cascina Costa il 3 dicembre 1923, acquisendo dal demanio l'area occupata dal campo di volo "Gaspare Bolla" con annessi infrastrutture per uffici, officine e hangar. Grazie alle competenze tecniche di pioniere dell'aria del fondatore e alla vicinanza al campo d'aviazione di Malpensa, l'azienda si occupava della manutenzione e riparazione di aerei militari FIAT, Savoia Marchetti, Caproni e Breda.
Giovanni Agusta morì nel 1927 lasciando la gestione dell'azienda alla moglie Giuseppina e al primogenito Domenico. Data la sua passione per i veicoli terrestri, Domenico Agusta, nel 1943, chiese ai suoi tecnici di ideare un motore dal costo economico e multifunzionante per impiego non solo motociclistico.
Il primo propulsore realizzato fu un piccolo motore a due tempi di 98 cm³ a due velocità. Le vicende della seconda guerra mondiale ne rallentarono lo sviluppo che proseguì in modo frammentario e clandestino dopo l'8 settembre 1943, quando gli stabilimenti vennero occupati e controllati dalle truppe tedesche, con la proibizione di eseguire altre lavorazioni che non fossero quelle militari.
Allentata la tensione politica, riprende lo sviluppo del propulsore presso lo stabilimento di Verghera dove viene realizzata la prima motocicletta.
Il 19 gennaio 1945, a Cascina Costa di Samarate venne ufficialmente fondata la Società anonima Meccanica Verghera, quale sezione aziendale del gruppo Agusta, dedicata allo sviluppo di veicoli terrestri a motore. Nei periodi immediatamente successivi alla liberazione, tuttavia, presso gli stabilimenti Agusta, per garantire l'operosità dell'azienda e non disperdere la professionalità delle maestranze, vengono avviate attività diverse fra le quali la produzione di piallatrici e oggettistica casalinga utilizzando il materiale disponibile in azienda.

### 1945-1970

MV Agusta 98 Turismo (1945)

Nel 1945 vide la luce la prima MV Agusta, la "98" in versione "Economica" e "Turismo" i cui progetti esecutivi e stampi di fusione erano stati approntati alla fine del 1943 e il motore girava sul banco di prova già nel 1944. Curioso il fatto che questa moto fu presentata come "Vespa 98". la denominazione era stata personalmente scelta dal conte Domenico Agusta, ispirato dal sottile e acuto ronzio prodotto dal piccolo propulsore a due tempi. Dopo le prime notizie della stampa, la MV Agusta ricevette la formale diffida all'uso della denominazione "Vespa", da parte dei fratelli Balsamo che l'avevano depositata per il loro modello Miller Vespa del 1934. Un tempo conclusa la vertenza legale, i fratelli Balsamo alienarono la denominazione "Vespa" alla Piaggio che la utilizzò per il suo nuovo scooter, destinato a diventare particolarmente noto a livello mondiale.
Le consegne della "98" iniziarono l'anno successivo, quando MV Agusta iniziò anche la sua attività agonistica sportiva. L'esordio vincente avvenne nella gara di regolarità con la MV98 a tre velocità, il 6 ottobre a La Spezia. Vittoria replicata sette giorni dopo in circuito a Valenza (AL), sull'onda delle quali venne prodotta la 98 Sport, dotata di forcella telescopica, telaio più corto, assetto ribassato, motore più potente (quasi 5 CV).

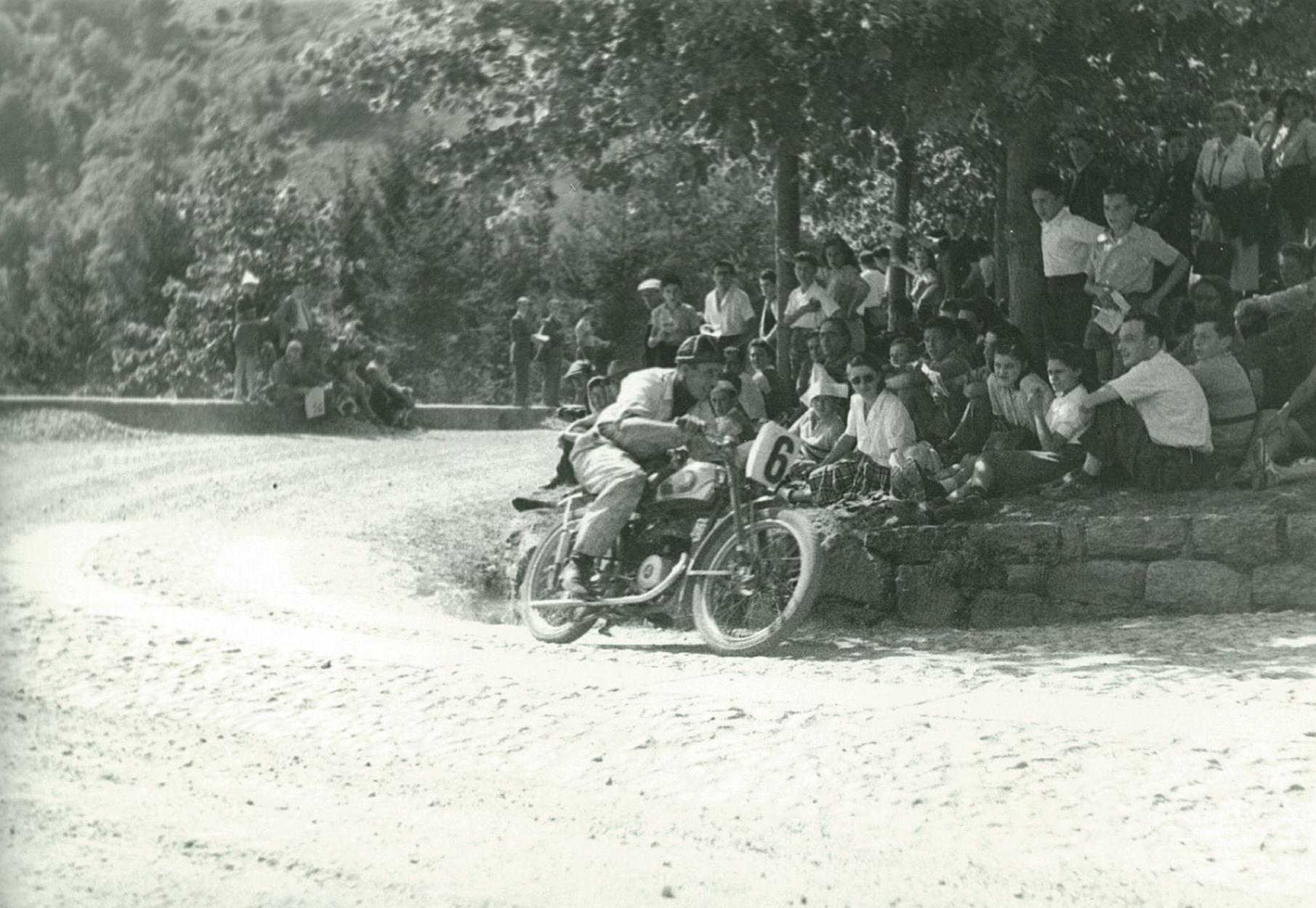
MV Agusta 98 Corsa (1946)

Nel 1947, al Salone di Milano, la MV Agusta si presentò con una nutrita serie di novità: la 98 Turismo Lusso con cambio a tre velocità, la Zefiro con motore a due tempi bicilindrico di 125 cm³ (rimasta a livello prototipico) e la 250 con motore monocilindrico a 4 tempi. L'anno successivo avvenne la partecipazione al Campionato Italiano Velocità 125 con la 125 Tre Marce derivata dalla 98.
La 98 e la 125 vennero sostituite nel 1949 dalla nuova 125 a due tempi e quattro velocità.
Col nuovo motore 125 a due tempi, sempre nel 1949 furono presentati due modelli di scooter: il tipo A, parzialmente carenato, e tipo B, interamente carenato. L'anno successivo, a seguito di aggiornamenti e migliorie, presero il nome di, rispettivamente, C GT e C SL. Nel 1952 la versione parzialmente carenata fu disponibile anche con motore da 150 cm³.
Nello stesso anno fu presentata una nuova versione di scooter più economico e semplificato nella struttura, dotato di nuova motorizzazione, denominato "Ovunque", conosciuto anche con la sigla "O51" che a seguito di aggiornamenti subiti nel 1952 diventò "O52". Rimane in produzione sino al 1954 prendendo ogni anno la nuova denominazione (O53-O54...).
Negli anni cinquanta MV Agusta cominciò a essere più conosciuta anche nelle competizioni a livello internazionale e derivandola dalle competizioni, presentò la 500 Turismo quadricilindrica (che non superò però mai lo stadio prototipale).
La 125 Motore Lungo a due tempi per le gare di regolarità e velocità è derivata dal propulsore di serie con l'applicazione di un magnete, nella parte anteriore del carter allungando quindi il blocco motore, per assicurare la corrente alla candela al maggior regime di rotazione del motore.
MV Agusta, grazie all'acquisizione nel 1952 della licenza, agì in controtendenza investendo in innovazione e travasando le tecnologie aeronautiche nelle proprie motociclette. Tra i tanti esempi di innovazione e avanguardia sono da citare il cambio idraulico progressivo sulla 175 cm³ a quattro tempi (1956), i sistemi di iniezione per motori a due e a quattro tempi (SBS), i nuovi sistemi di lubrificazione che consentirono di estendere la garanzia a un chilometraggio particolarmente elevato (150 RS) e il motore da competizione 500 a 6 cilindri del 1957.
Nel 1952, lo stabilimento Agusta iniziò a costruire elicotteri su licenza del produttore americano "Bell Aircraft Corporation" e l'aviazione torna a essere fondamentale per l'attività del conte. Sebbene MV Agusta continuasse a vendere un piccolo numero di moto, da questo momento le corse furono un hobby per il conte Domenico.
Alla fine dello stesso anno, la MV Agusta 175 fu lanciata in due versioni: CST e CSTL. Era la prima moto di produzione con un motore a quattro tempi. Il motore monocilindrico della costruzione dell'unità è stato progettato con un albero a camme in testa per alte prestazioni. L'albero a camme azionato dalla catena azionava le valvole tramite i bilancieri, che erano chiusi da molle delle valvole a forcina. Il motore era inclinato in avanti di 10° e fabbricato in lega con alesaggio e corsa di 59,5 × 62 mm. Questo modello aveva un telaio con un design a doppio anello che utilizzava tubi per le sezioni anteriori ed elementi in acciaio pressato al reale. La sospensione era a forcelle telescopiche nella parte anteriore e con braccio oscillante nella parte posteriore. La 175 CST era equipaggiata con selle separate e ruote da 17", la CSTL (Turismo Lusso) aveva ruote da 19" e un sedile lungo. La 175 CST pesava 103 kg e aveva una velocità massima di 100 km/h. 
Nel 1953 venne superata la produzione annuale di 20 000 moto e venne introdotta la 125 Pullman nonché avviata su licenza una seconda produzione in Spagna presso la ditta Avello di Gijón che si protrasse fino al 1966.
In meno di un anno MV Agusta ha introdotto una versione più sportiva: la 175 CS con un carburatore più grande (22 mm invece di 18 mm), un rapporto di compressione più alto, una testata più grande con alette più grandi, cerchi in alluminio e abbondante vernice rossa lucida. Il suo motore monocilindrico da 175 cc produceva 11 CV a 6700 giri/min, per una velocità massima di 115 km/h. Questo modello presentava un manubrio più basso, una posizione di guida più sportiva e un serbatoio del carburante splendidamente scolpito che gli valse rapidamente il soprannome non ufficiale di "Disco Volante" poiché, visto dalla parte anteriore, la forma del serbatoio ricordava un disco volante. 
Nel luglio 1954, MV iniziò a offrire un modello da corsa, la 175 CSS (Super Sport ) in serie molto limitata. Il motore è stato ulteriormente trasformato dal modello CS, con un rapporto di compressione più elevato e un carburatore più grande, per produrre 15 CV a 8 800 giri/min. Le parti del ciclo erano le stesse del modello CS, tranne per il fatto che era dotato di forcelle Earles.
Nello stesso anni esordì un nuovo modello in due versioni: la Turismo Rapido (6,5 CV) e la Rapido Sport (7,5 CV). Il telaio era simile ai modelli 175 cm³, ma un miglioramento radicale apparve sul modello Rapido Sport e fu la forcella telescopica ammortizzata.
Nel 1955, MV Agusta progetta la 175 CSS-5V per la serie di corse Formula Sport Derivata. Lo “Squalo”, come era generalmente noto, aveva un telaio più leggero in base a quello utilizzato sulle moto da corsa, freni più grandi, un magnete, forcelle Earles e un cambio a cinque marce. La moto è entrata a far parte della storia delle corse motociclistiche grazie alla prima vittoria del giovane Mike Hailwood, futuro nove volte campione del mondo. Mike vinse la sua prima gara in assoluto su una di queste macchine annoiate a 196 cm³ in una gara di classe 200 cm³ a Oulton Park nel 1957. Furono prodotti circa 200 esemplari tra il 1954 e il 1957. 

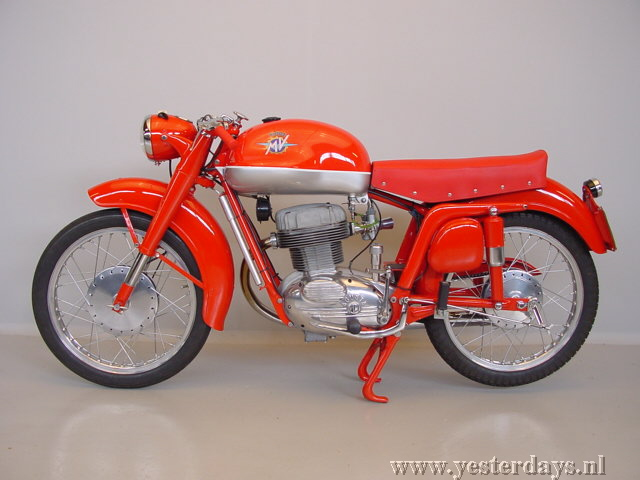
MV Agusta Disco Volante (1956)

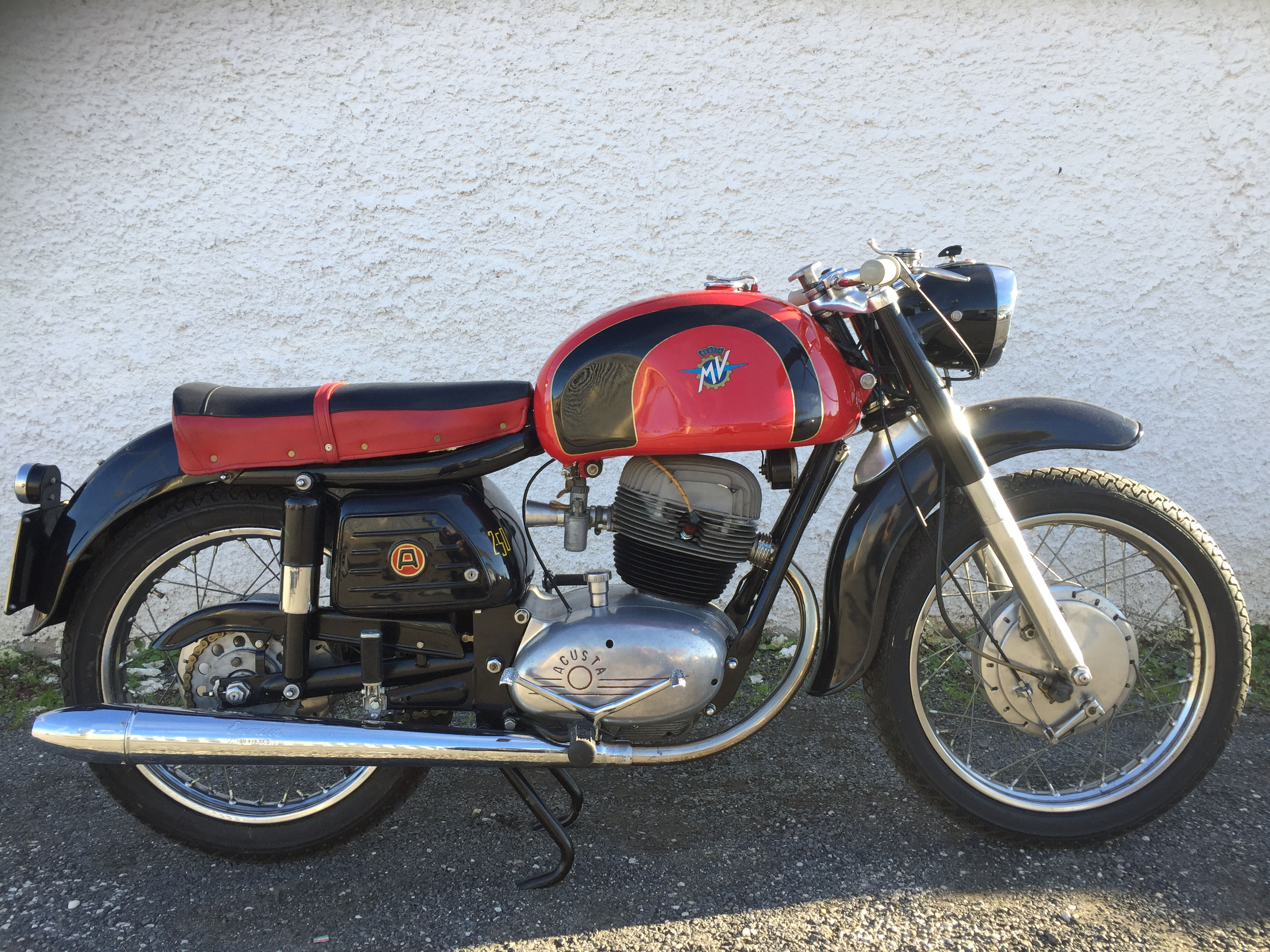
MV Agusta 250 Raid 1957

Il motore 175 cm³ divenne famoso non solo nelle corse su strada, ma anche nel fuoristrada, infatti dal 1955 al 1958, MV ha prodotto anche motociclette da corsa da fuoristrada. Ma, forse, l'opzione più inaspettata prodotta negli stessi anni fu il motocarro con una capacità di carico di 300 kg.
Nell'autunno del 1956, l'MV introdusse il 250 Raid. Tecnicamente, la motocicletta divenne lo sviluppo del motore 125 cm³: un motore monocilindrico a quattro tempi con valvola in testa, un cambio a quattro velocità, un telaio duplex chiuso attraverso il basamento del propulsore e peso a secco della moto aumentato fino 160 kg. Di conseguenza, il motore da 14 CV difficilmente potrebbe portare questa moto a 115 km/h. Tutto ciò ha generato una bassa domanda. 
Dopo la stagione 1957, con il patto di astensione, le case motociclistiche Gilera, Moto Guzzi e Mondial accettarono congiuntamente di ritirarsi dalla competizione del Gran Premio a causa dell'aumento dei costi e della diminuzione delle vendite. Il conte Agusta inizialmente acconsentì a ritirarsi, ma poi ci ripensò. MV Agusta continuò a dominare le corse dei Gran Premi vincendo 17 campionati del mondo 500 cm³ consecutivi. La natura competitiva del conte Agusta lo spinse ad assumere alcuni dei migliori piloti del tempo, tra cui Carlo Ubbiali, John Surtees, Mike Hailwood, Giacomo Agostini, Phil Read e l'ingegnere Arturo Magni.
Nel 1958, in risposta al nuovo codice della strada, che chiudeva le autostrade ai motocicli da 125 cm³ in giù, fu presentata l'MV Agusta 150 RS (Rapido Sport). Aveva un motore da 10 CV che permetteva di raggiungere i 110 km/h. Lo stesso motore, poi, depotenziato a 7 CV, fu installato anche sul piccolo scooter a tre ruote e cabina denominato Centauro. Nello stesso anno fu inoltre presentato il modello 83.
Nel 1959, nel tentativo di recuperare le scarse vendite della 250, l'Azienda introdusse una versione da 16 CV e di 300 cm³ ma le vendite complessive furono tutt'altro che brillanti. Di conseguenza, il successo sperato non si è realizzato e furono vendute solo 544 unità da 250 cm³ e circa 500 da 300 cm³.
Nello stesso anno fu introdotta di serie una nuova tecnologia dell'impianto di lubrificazione che consentì a MV Agusta di estendere la propria garanzia fino all'elevato limite dei 100 000 chilometri. Furono così prese furono presentate l'MV Agusta 125 TRE, che era incentrata sulla sua affidabilità e assicurava senza problemi 100 000 km di percorrenza (il modello fu soprannominato "Centomila"), un nuovo motore di 232 cm³ e un nuovo modello con questo motore denominato Tevere. Era una versione meno economica della MV Agusta 150 RS, quindi il modello fu presto interrotto. Ma lo stesso motore da 232 cm³, prodotto fino al 1968, fu montato anche sullo scooter cargo Trasporto Tevere.
Nel 1960 esordisce la Checca in versione base e GT (la versione base pesava solo 83 kg). La versione GT era equipaggiata con un motore da 83 cm³ da 4 cavalli, la versione GTE con un motore da 99 cm³ da 5,15 cavalli e la versione Sport con motore 99 cm³ da 6,5 cavalli. Successivamente, nel 1962, alla famiglia fu integrata la versione GTL con un motore da 125 cm³ e con 5,5 cavalli. Restarono in produzione fino al 1969, ma non hanno avuto un grande successo commerciale.
Gli anni sessanta furono inoltre ricchi di vittorie iniziate grazie a Mike Hailwood, vincitore dal 1962 al 1965 e successivamente Giacomo Agostini, che porterà alla Casa di Cascina Costa un numero incredibile e imbattuto di Titoli Mondiali. Agostini vinse ininterrottamente dal 1966 al 1973 il Campionato del Mondo con la 350 a tre e quattro cilindri e con la 500 a tre cilindri.
Negli stessi anni MV Agusta decise di tornare allo sport offroad e fu presentata una nuova 125 Regolarità, creata per ordine del team Fiamme Oro. Il modello era equipaggiato con un motore da 125 cm³ potenziato fino a 12,5 CV e un cambio a cinque marce. Tradizionalmente il telaio MV leggero è stato rinforzato con un controtelaio inferiore, diventando chiuso. Le ruote da 19 pollici avevano pneumatici da fuoristrada.

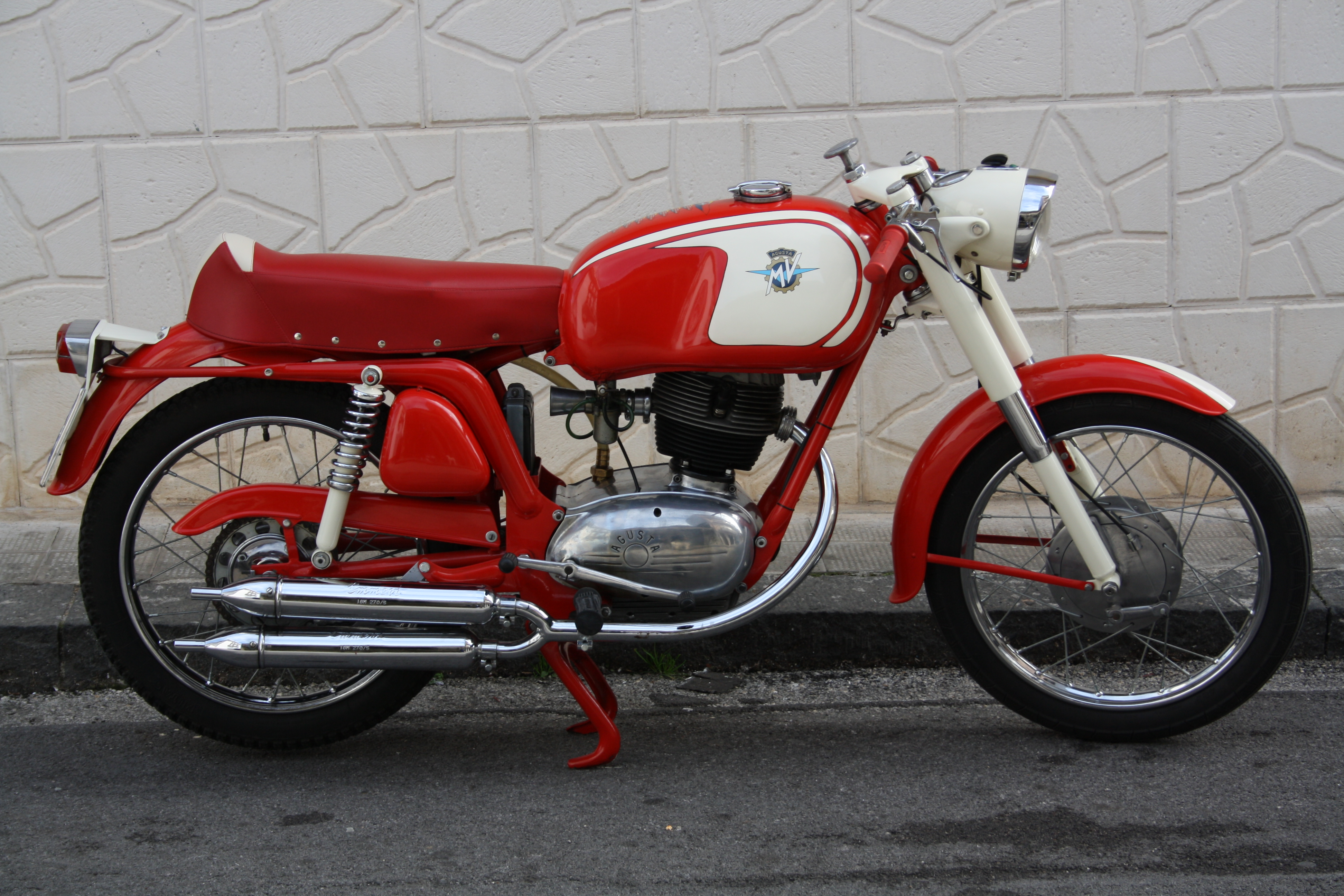
MV Agusta 150 RS 1965

Furono presentate anche l'MV Agusta 250 B e la Disco. La prima montava un bicilindrico parallelo a quattro tempi da 247 cm³, un sistema di accensione a batteria, due carburatori e un cambio a cinque marce, aveva 19 CV che erano sufficienti per raggiungere i 135 km/h. Il prezzo era troppo alto e le caratteristiche non erano delle più impressionanti, motivo per cui alla fine del 1970 il numero totale di modelli nelle tre versioni prodotte raggiungeva a malapena le 1 452 unità e preso arrivò una nuova generazione: l'Agusta 350 B con motore da 349 cm³.
Al Salone di Milano del 1965 fu presentato il modello 600. Nacque la prima maximoto di serie con motore a quattro cilindri, derivato da quella da Gran Premio di 500 cm³, la 600 quattro cilindri.
Il modello venne continuamente rinnovato spostandone i limiti sempre più verso l'alto, fino al 1970, quando fu presentata la 750 Sport e nel 1975 la 750 Sport America che raggiungeva il record (per moto di serie) di 220 km/h di velocità massima con un motore a quattro cilindri in linea da 590 cm³ che disponeva di cardano finale, pesava 221 kg e fu la prima motocicletta di serie al mondo con un motore a 4 cilindri trasversali. La storia del modello 750 S America è iniziata quando Chris Garville e Jim Cotherman, gli importatori statunitensi di MV, hanno avuto l'idea che con alcune modifiche la MV 750 S avesse un grande potenziale negli Stati Uniti. Nell'autunno del 1974 si recarono in Italia per discutere di questi miglioramenti che furono accolti piuttosto bene da Cascina Costa. Orientati ai risultati, i due uomini d'affari americani hanno chiesto un miglior design e prestazioni ("stile e velocità") e hanno annunciato che avrebbero potuto vendere centinaia di questa nuova macchina. Era dotata di serbatoio da 19 litri, piccolo parafango racing, monoposto rivestita in tessuto alcantara nero e quattro scarichi. In termini di prestazioni, la cilindrata del motore è stata aumentata a 790 cm³ ed è ora spinto da quattro carburatori Dell'Orto ad albero concentrico da 26 mm (più piccoli di quelli della 750 S, hanno in più il vantaggio di rimanere stabili su strade sconnesse). L'acquirente poteva scegliere quattro megafoni cromati oppure scarichi con finitura nera opaca che producono un livello di rumore più accettabile. 

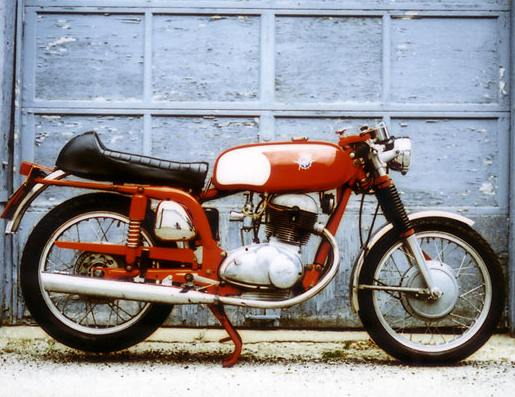
MV Agusta 350B Sport (1970)

Con un rapporto di compressione di 9,5: 1, il quattro cilindri produceva 75 CV e poteva portare la 750 America a quasi 210 km/h a 8 500 giri/min. L'America era equipaggiata con una forcella anteriore Ceriani da 38 mm e un doppio disco all'anteriore simile a quello dell'ultima 750 S. 
Tuttavia, le speranze dei concessionari non si concretizzarono: c'erano pochi clienti pronti a pagare 6 500 dollari per la 750 Sport America (la Honda CB750 costava "solo" 2 190 dollari) e furono prodotte solo 540 unità.

### 1971-1980
Il 2 febbraio 1971 morì il conte Domenico Agusta e la direzione del gruppo venne assunta dal fratello Corrado. Con l'espansione aziendale nell'attività elicotteristica, l'evidente incremento già negli anni sessanta e l'ulteriore carico di lavoro per il programma elicottero A109, la Direzione decide di cercare un partner che garantisse il necessario apporto manageriale. Nel 1973 viene firmato un accordo di collaborazione fra l'Agusta e l'EFIM (Ente Finanziamento Industria Manifatturiera) ma il prezzo da pagare fu il disimpegno di Agusta dal settore motociclistico. 
Al salone di Milano del 1973, cioè due anni dopo la morte del conte Domenico Agusta, MV Agusta presenta il prototipo della 350 S Ipotesi, progettata da Giugiaro che fu in produzione solo due anni e di cui furono prodotte 1 991 unità. Ma ciò è avvenuto molto probabilmente a causa del cambio di focus aziendale della società dopo la morte del conte Domenico Agusta. Entrò in produzione nel 1975. 
Nel 1974 fu presentata l' MV Agusta 125 Sport. Fu l'ultimo sviluppo di motociclette a uno e due cilindri nonché l'ultima motocicletta prodotta nella vecchia fabbrica. 
La partecipazione ufficiale alle competizioni mondiali limitata alla classe 500 è proseguita fino al 1975, e con il solo supporto tecnico al "Team Marlboro" di Giacomo Agostini nel 1976.
Il 29 agosto la MV 500 4 cilindri con il campione di Lovere vinceva la sua ultima gara nel Campionato Mondiale sul circuito nel Nürburgring. L'epilogo della Casa di Cascina Costa avviene nel 1977 quando al salone di Milano lo stand MV rimase vuoto.
Era prevista la presentazione della pluricilindrica stradale 750 4 cilindri a 16 valvole.
La gloriosa casa motociclistica, conosciuta nel mondo per le sue imprese sportive, chiuse i battenti dopo aver prodotto quasi 260 000 esemplari fra ciclomotori, motocicli, scooter e motocarri.

#### La Produzione Spagnola
Il conte Agusta aveva in programma di espandere il marchio MV Agusta a livello internazionale: Nella Spagna del dopoguerra, il regime franchista vietò l’importazione di motociclette e proibì anche ai cittadini stranieri di stabilirsi in Spagna o di avviare lì un’attività. I fratelli Mario e Natale Corando e i finanzieri Enrique Favier e Antonio Sommariva volevano avviare la produzione di macchine MV su licenza di una fabbrica locale, che disponeva di licenze e permessi di produzione e quindi aveva accesso alle materie prime. Fu raggiunto un accordo con Nilo Masó dell'Alpha di Barcellona e la MV Alpha fu costituita nel 1948. 
Le vendite furono buone, ma a causa delle strutture limitate di Alpha, la produzione non poté essere aumentata. La licenza per la produzione di motociclette MV fu trasferita nella fabbrica Avello più grande e meglio attrezzata nel quartiere Natahoyo di Gijón, nelle Asturie, nel 1951, creando il marchio MV Avello. La produzione in Spagna continuò fino al 1972. 

#### Le Quattro Cilindri
I motori a 4 cilindri in linea sono stati una caratteristica moderna della MV Agusta. Per la prima volta questo tipo di motore, progettato da Pietro Remor, fu utilizzato nel motomondiale 1950. A metà degli anni '60, quando cresceva la richiesta di motociclette di grande cilindrata, nacque l'idea di applicarla su una moto stradale (il primo prototipo MV Agusta 500 Gran Turismo R19 fu costruito nel 1951). La MV Agusta 600, che ha debuttato alla Fiera di Milano del 1965, si distingueva deliberatamente per le parti massicce del motore da 592 cm³, della trasmissione finale dell'albero e pesava 221 kg. Divenne la prima motocicletta di produzione al mondo con un motore a 4 cilindri trasversale.
Seguirono modelli con motori da 743, 790, 837 e 862 cm³, tra cui la 750 Sport e la 750 Sport America. Anche quando l'azienda annullò la produzione di motociclette nel 1977, Arturo Magni fu autorizzato a produrre e vendere in proprio motociclette con il marchio MV Agusta. Il modello più avanzato, la Grand Prix 1100 del 1978, sviluppava 119 CV, pesava solo 202 kg e accelerava da 0 a 100 km/h in 3,9 secondi.
La storia del modello 750 S America iniziò quando Chris Garville e Jim Cotherman della Commerce Overseas Corporation, gli importatori statunitensi di MV, ebbero l'idea che con alcune modifiche, la MV 750 S aveva un grande potenziale negli Stati Uniti. Nell'autunno del 1974 si recarono in Italia per discutere di queste migliorie che furono accolte piuttosto bene da Cascina Costa. Orientati ai risultati, i due imprenditori americani invocarono un miglioramento del design e delle prestazioni ("stile e velocità") e annunciarono che avrebbero potuto vendere centinaia di questa nuova motocicletta. 
In termini di stile, la 750 Sport America presenta un look sportivo che ricorda una "Luxury Café Racer". Era dotata di un serbatoio da 19 litri, un piccolo parafango da corsa, una sella monoposto rivestita in tessuto alcantara nero e quattro scarichi. In termini di prestazioni, la cilindrata del motore è stata aumentata a 790 cm³ ed è ora alimentato da quattro carburatori Dell'Orto da 26 mm ad alberi concentrici (più piccoli di quelli della 750 S, hanno il vantaggio di rimanere stabili anche sullo sconnesso). L'acquirente poteva scegliere quattro megafoni cromati oppure scarichi con finitura nera opaca che producevano un livello di rumore più accettabile. 
Con un rapporto di compressione di 9,5:1, il quattro cilindri erogava 75 CV e poteva portare la 750 America a quasi 210 km/h a 8.500 giri/min. L'America era equipaggiata con una forcella anteriore Ceriani da 38 mm e un doppio disco anteriore simile a quello dell'ultima 750 S. 
Tuttavia, della 750 Sport America furono prodotte solo 540 unità.

### Prototipi
Nel 1947 apparve il primo motocarro per le consegne a tre ruote di serie e aveva lo stesso motore monocilindrico a due tempi da 98 cm³ di quello usato nella MV 98. Era un veicolo dall'aspetto strano con un pianale in legno a caricamento frontale e un volante. Dal 1948 diverse MV commerciali vennero vendute con un motore monocilindrico a due tempi da 125 cm³ con cambio a tre velocità. Nel 1949 iniziò la produzione degli scooter.
Nel 1953 fu presentata la vettura biposto Vetturetta 350, progettata da Pietro Remor. Non fu mai commercializzata e ora fa parte del Museo MV Agusta.
Nel 1954 fu presentata la seconda edizione del tre ruote commerciale: il 175 Motocarro, che rispetto al primo motocarro aveva un manubrio al posto del volante, un motore quattro tempi da 172,3 cm³ con un unico albero a camme in testa, una capacità di carico (nella parte posteriore e in metallo) di 350 kg e le ruote con un diametro da 17 pollici.
Nel 1956 fu presentata la vettura 1100/D2 alimentata da un motore Diesel bicilindrico da 1 079 cm³ con cambio a quattro marce. Producendo 27 cavalli, era in grado di trasportare una tonnellata. Fu offerto anche come pick-up. Successivamente fu sostituito dal modello 1101/D2L che aveva una capacità di carico di 1 200 kg.
Nel 1958, fu presentato il 150 Centauro RF. È stato il terzo veicolo "da trasporto" di MV Agusta e il primo con cabina. Aveva un motore un cambio a quattro marce più retromarcia, un motore a quattro tempi da 150 cm³ che erogava 7 CV e una velocità massima di 60 km/h.
Nel 1961, il 150 Centauro RF fu sostituito dal 150 Centauro RBF
C'era il “fratello maggiore” del Centauro che si chiamava Trasporto Tevere (TT) con la capacità di carico aumentata da 350 a 520 kg. Il motore era un quattro tempi da 235 cm³ con 10 CV e raffreddamento forzato. Altre versioni erano la MV TTB (1961) e la MV TTC (1965). 
Nel 1975, l'azienda presentò la Mini Moto 4V che assomigliava a moto da corsa MV (inclusi anche quattro scarichi e carenatura anteriore "Grand Prix") ma aveva un motore da 50 cm³ con solo 1,5 cavalli.
MV Agusta realizzò anche un hovercraft monoposto con un bicilindrico a due tempi da 300 cm³ (1959), un trattore compatto, il 185 Trattore (1962) e un trasportatore fuoristrada articolato cingolato creato su richiesta del Ministero della Difesa italiano (1969). 

### I Castiglioni e l'era Cagiva
Il marchio MV Agusta è sopravvissuto grazie alla famiglia Castiglioni. Nel 1960 l'imprenditore industriale italiano Giovanni Castiglioni fondò uno stabilimento di ferramenta per la produzione di bottoni e rivetti per jeans, lucchetti e passanti per valigie e accessori simili. L'attività ebbe successo e ben presto entrarono in azienda due dei figli di Giovanni: Gianfranco e Claudio. Entrambi avevano una passione per le motociclette, probabilmente causata dalla vicinanza dello stabilimento Aermacchi (filiale europea di AMF-Harley-Davidson dal 1960) a Varese. Alla fine del 1976, quando MV annunciò il ritiro dalle corse motociclistiche, i fratelli Castiglioni tentarono di acquistare la squadra corse MV, ma Corrado Agusta non approvava l'accordo. Poi Castiglioni acquistò una Suzuki RG 500, la dipinse nei tradizionali colori MV Agusta - rosso e argento - e la fornì ai piloti Gianfranco Bonera e Marco Lucchinelli nella stagione delle corse del 1978. Nello stesso anno acquistano lo stabilimento ex Aermacchi di Varese ribattezzandolo Cagiva (CAstiglioni + GIovanni + VArese). I fratelli si sono concentrati più sulle corse piuttosto che sulla produzione in serie e hanno lanciato il nuovo progetto Cagiva GP500 guidato da Ezio Mascheroni, ex capo della divisione corse AMF-Harley-Davidson. 
Ben presto Cagiva divenne la più grande casa motociclistica italiana con una produzione annua di 40 000 unità. Le cose si muovono lentamente in Italia e, nella primavera del 1992, la famiglia Castiglioni riesce finalmente ad acquisire la MV Agusta, di cui fino a quell'anno nessuno aveva più sentito parlare e fondarono la MV Agusta motor s.p.a. All'epoca, i Castiglioni possedevano infatti Cagiva, Ducati, Moto Morini e Husqvarna e operavano nei vecchi stabilimenti Harley-Davidson Aermacchi a Schiranna, sulle rive del lago di Varese (attuale stabilimento MV). 
Massimo Tamburini dirigeva il dipartimento di design della Cagiva, CRC (allora questa sigla stava per “Cagiva Research Center”), a San Marino. Tamburini arrivava alla Cagiva da Bimota e alla fine del 1992 era nelle fasi finali della finitura della Ducati 916. Ma dopo che la 916 fu finita, Tamburini si ammalò di un tumore allo stomaco e fu solo nel 1995 che poté intraprendere il successivo progetto di moto di serie: il quattro cilindri F4. 

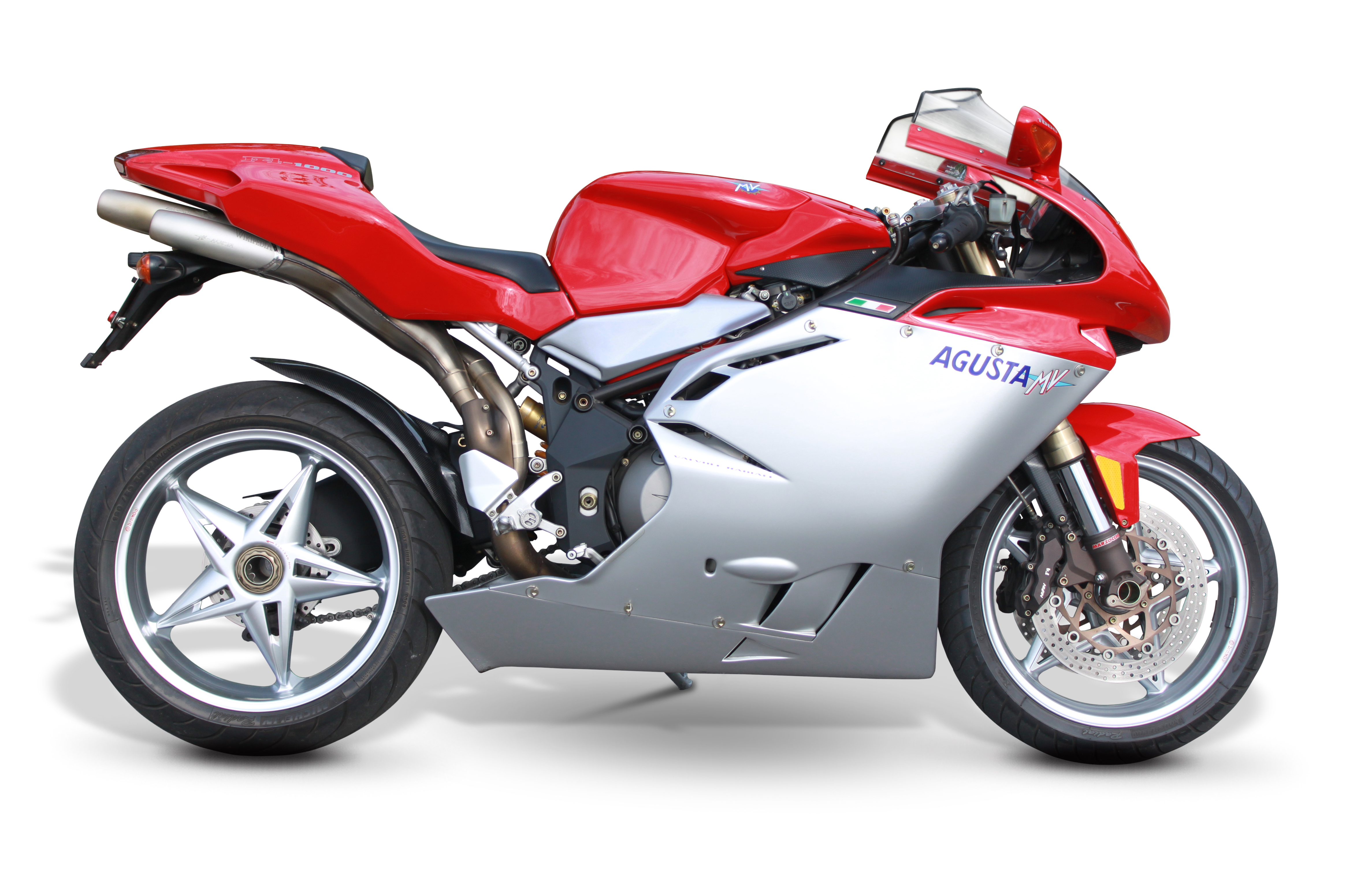
MV Agusta F4 1000S (2005)

Il prototipo fu completato alla vigilia della Fiera di Milano del 1997 e presentato alla stampa il 16 settembre dello stesso anno. Questa presentazione fu una grande sorpresa poiché la moto portava il logo MV Agusta. 
La genesi della nuova motocicletta risale al settembre 1989, quando Claudio Castiglioni e Tamburini discutevano di creare una motocicletta a quattro cilindri, da 750 cm³ di cilindrata, ad alte prestazioni, tutta italiana. 
Poiché CRC era fortemente coinvolto nel programma di corse del Gran Premio di 500 cm³ della Cagiva, le risorse per sviluppare la F4 erano limitate, quindi Ferrari Engineering a Modena fu impegnata nello sviluppo del prototipo. Il motore a quattro cilindri era inizialmente simile a metà di un V8 Ferrari. Anche la scelta delle valvole radiali era stata ispirata dalla Ferrari Formula 1. 
Lo sviluppo del motore fu problematico e nel 1991 il progetto F4 fu trasferito nello stabilimento Ducati di Borgo Panigale a Bologna. Qui due dei più eminenti ingegneri Ducati, Massimo Bordi e Fabio Taglioni, furono coinvolti per aiutare lo sviluppo. 
Nel 1994 il Gruppo Cagiva era sotto una notevole pressione finanziaria e, alla fine dell'anno, il Cagiva Racing Department chiuse. Il capo reparto Riccardo Rosa assunse quindi il controllo del progetto F4, che tornò a Schrianna. Ad Andrea Goggi, ingegnere Cagiva dal 1988, fu affidata la riprogettazione del motore. A Massimo Tamburini fu affidato il compito di finalizzare il telaio e lo stile.
Ormai si era deciso che la F4 sarebbe stata una MV Agusta e a Tamburini fu data libertà di progettare rispettando le peculiarità di MV Agusta utilizzando un motore a 4 cilindri frontemarcia progettato e costruito integralmente in Italia; tale propulsore nacque. 
L'F4 era equipaggiata con un motore a quattro cilindri in linea da 749,5 cm³ con valvole con le valvole radiali, il cambio estraibile, la distribuzione con comando a catena non laterale ma centrale. Aveva 126 CV a 12 500 giri/min e raggiungeva una velocità massima di 275 km/h. Ma la caratteristica più singolare era il design: la F4 fu esposta al Guggenheim Museun di New York durante la mostra Art of the Motorcycle dal 26 giugno al 20 settembre 1998. L'elenco delle mostre comprendeva le motociclette più eccezionali di tutte le età e quattro di queste erano MV Agusta. 
Per produrre la F4, lo stabilimento di Schiranna venne convertito alla produzione di soli motori, mentre l'assemblaggio si svolgeva nel nuovo stabilimento di Cassinetta di Biandronno. Il successivo processo di industrializzazione fu suddiviso in due fasi: la prima per la produzione di una tiratura limitata di 300 esemplari della F4 Serie Oro con carrozzeria in fibra di carbonio, parti in magnesio e un motore con basamenti fusi in sabbia, la seconda per la produzione del modello S, destinato a una fascia di utenza più ampia.

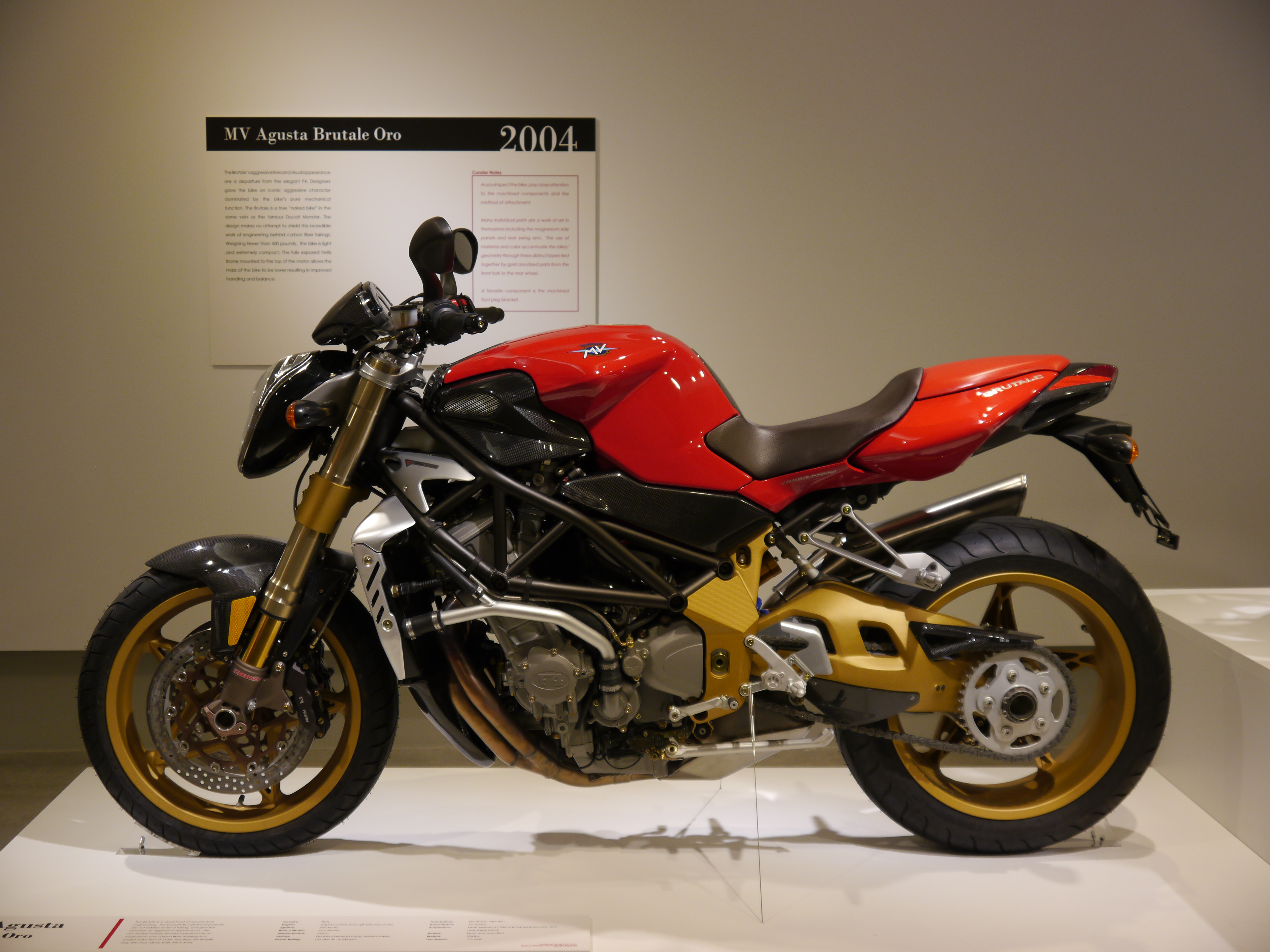
MV Agusta Brutale (2008)

Con piccoli miglioramenti, la F4 750 è stata in produzione fino al 2004, quando è stata sostituita dalla F4 1000. Parallelamente, oltre alle versioni regolari della sportiva da 750 cm³ (S, S 1 + 1, S EVO2 e S EVO3), sono state prodotte anche alcune edizioni speciali: la Senna da 140 CV nel 2002 (in ricordo di Ayrton Senna) e le SPR e SR nel 2003. Ogni edizione speciale era limitata a 300 unità. 
Con lo stesso motore della F4 fu presentata anche una versione naked (nuda) della stessa, chiamata Brutale.

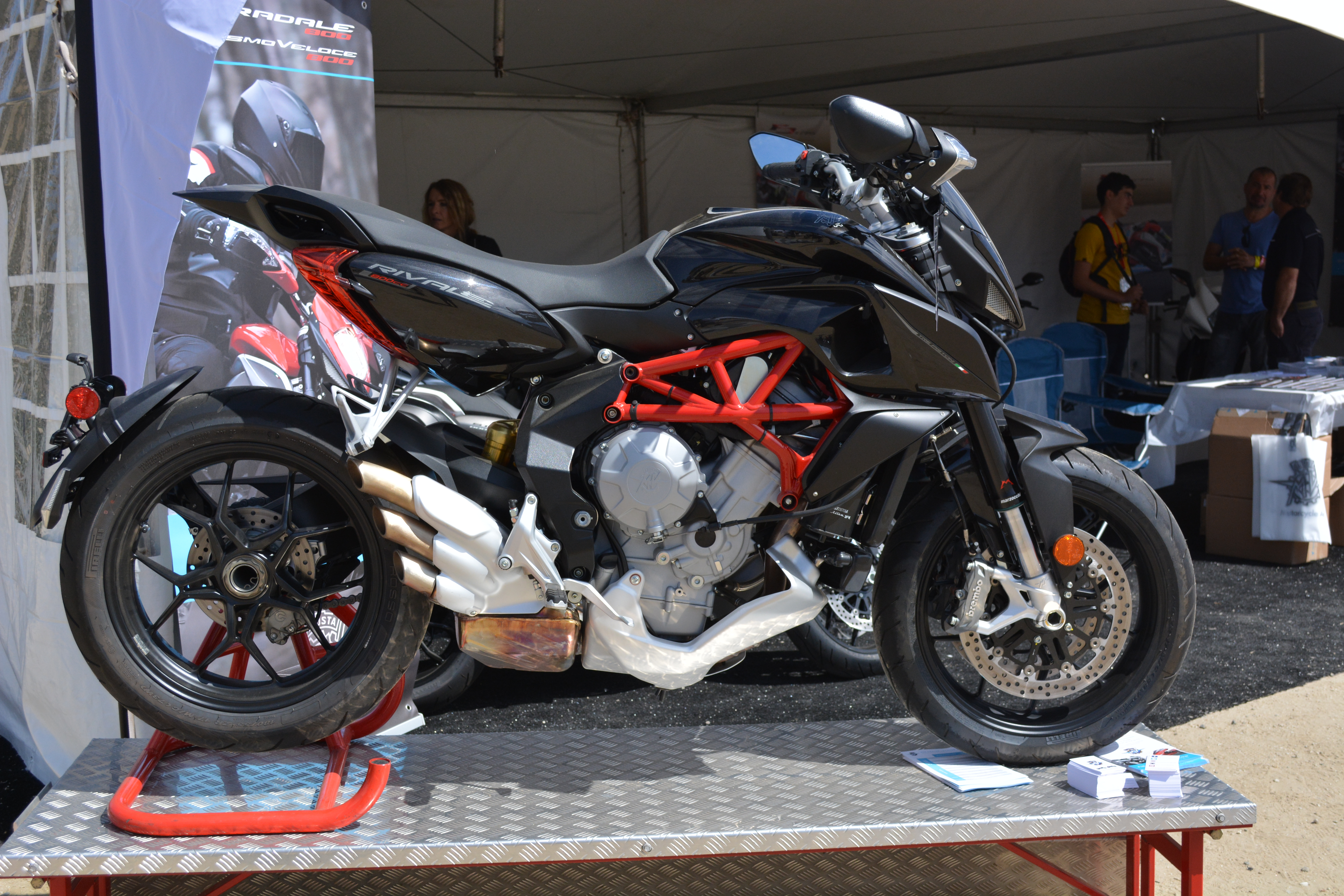
MV Agusta Rivale (2013)

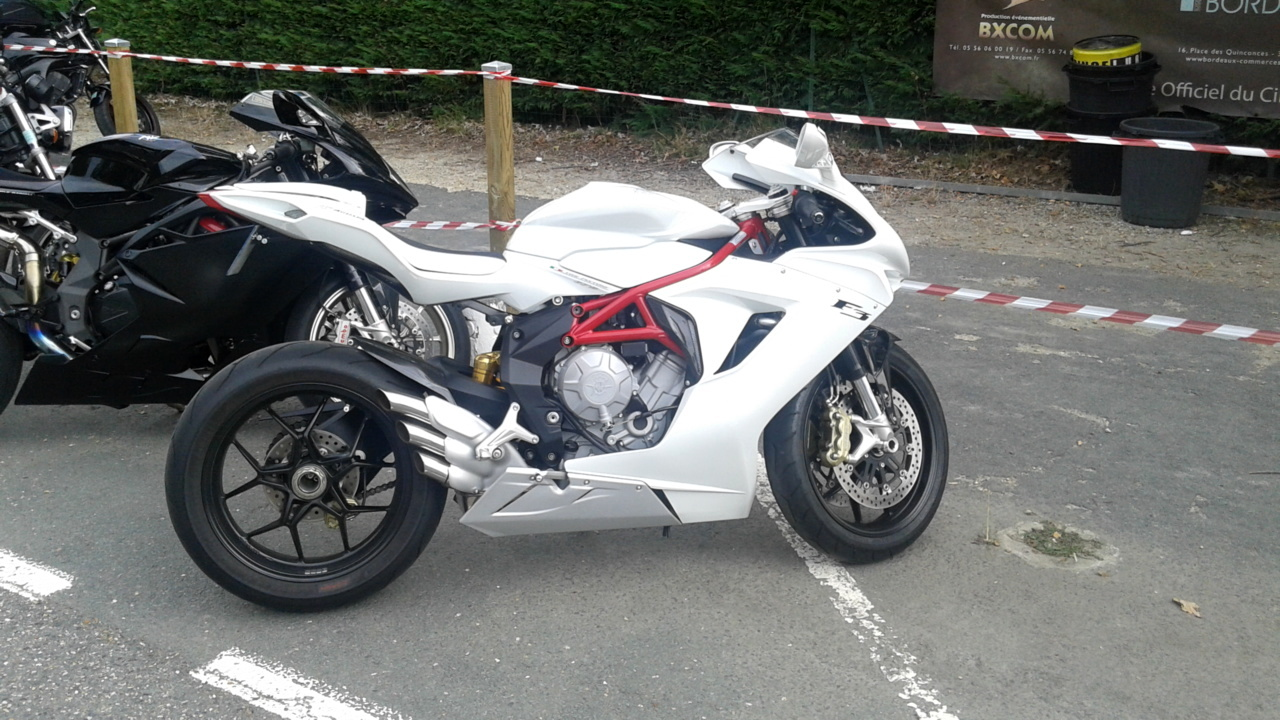
MV Agusta F3

### 2004-2016 - La seconda crisi
Nel 2004, nonostante MV Agusta diventasse il marchio principale del gruppo Cagiva, a causa di problemi di liquidità, Claudio Castiglioni, prima tentò un accordo con il gruppo Piaggio senza successo, poi fu costretto a vendere una quota maggiore della sua partecipazione in MV Agusta (65% del capitale sociale) alla Malese Proton, per 70 milioni di euro creando un nuovo gruppo, denominato non più Cagiva ma Gruppo MV Agusta (che comprendeva MV Agusta stessa, Cagiva, Husqvarna) potendo riprendere l'attività. Un anno dopo Proton vendette le sue azioni alla holding finanziaria italiana GEVI SpA per la cifra di un euro. 
Castiglioni ottiene nel frattempo, dal finanziere nordamericano Oliver Curme, socio accomandatario di Battery Ventures, proprietario del marchio Norton, la licenza per la produzione in Italia di una nuova generazione di motociclette Norton (disegnate da Tamburini). Tuttavia l'accordo non è stato approvato da GEVI SpA che ha venduto Husqvarna a BMW nel luglio 2007. Deluso da queste decisioni Claudio trovò una nuova opportunità per MV Agusta, infatti l'11 luglio 2008, Harley-Davidson annunciò di aver firmato un accordo definitivo per l'acquisizione del Gruppo MV Agusta (compreso il Marchio Cagiva) per 70 milioni di euro,  completando l'acquisizione l'8 agosto 2008. Claudio Castiglioni rimase presidente. Harley-Davidson investì 40 milioni di euro e lanciò un nuovo modello a tre cilindri: la F3 disegnata da Ezio Mascheroni. 
Nell'ottobre 2009 però Harley-Davidson decise di vendere MV Agusta.
Il 6 agosto 2010 la nuova società MV Agusta, finanziariamente sana e seriamente rinnovata, fu acquistata dalla famiglia Castiglioni alla cifra di 1 euro simbolico. 
Il primo passo è quello di ampliare la gamma Brutale presentando la 990 R (998 cm³, 139 CV) e la 1090 R (1 078 cm³, 142 CV). Con questi modelli, le vendite aumentano del 50% raggiungendo le 3 650 unità. 
Il 17 agosto 2011, dopo una lunga malattia, all'età di 64 anni, muore Claudio Castiglioni. Giovanni Castiglioni, il figlio, divenne il capo dell'azienda, e Massimo Bordi, tornato all'industria motociclistica, divenne vicepresidente. 

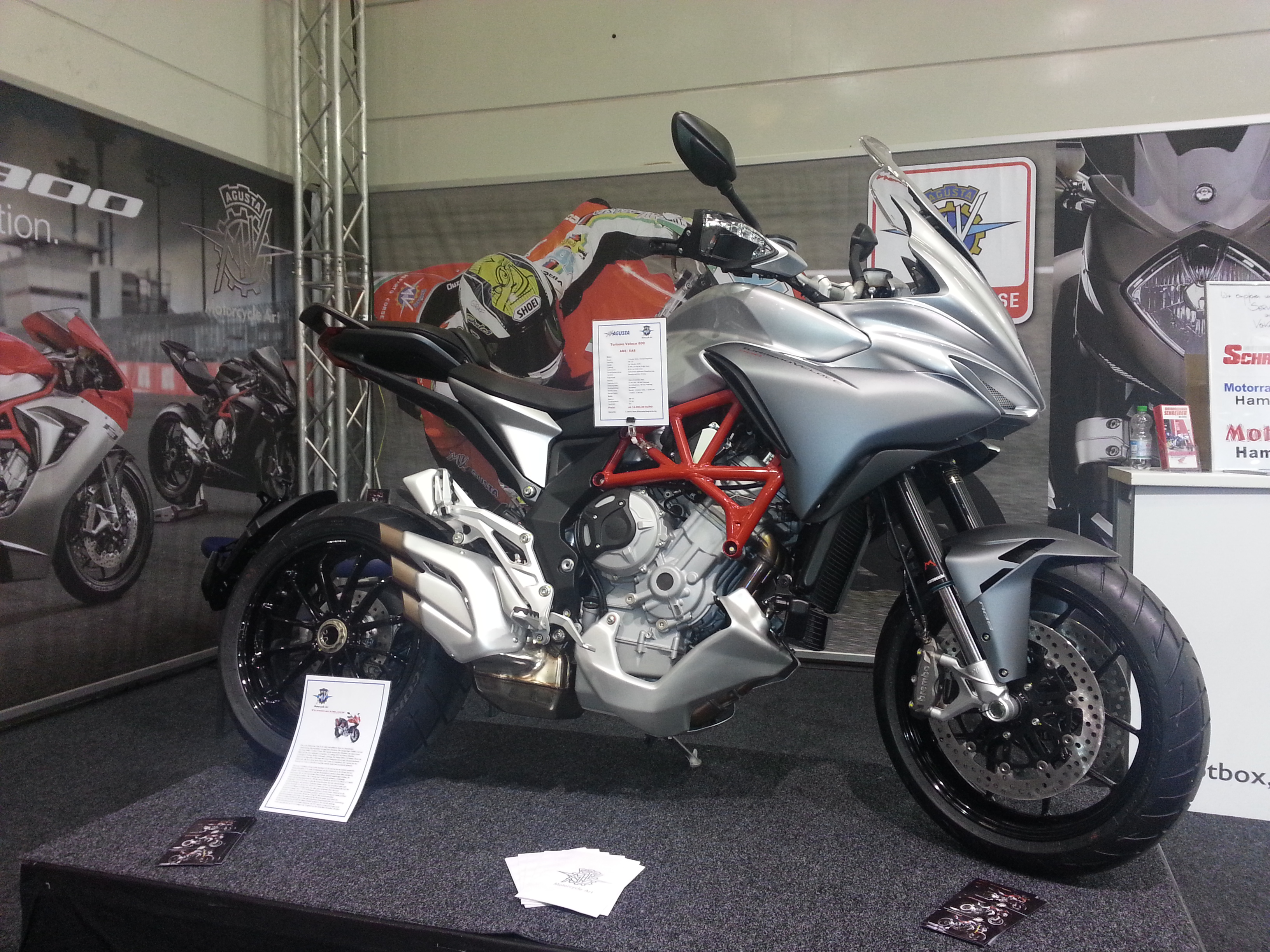
MV Agusta Turismo Veloce (2015)

Nel 2012 a Varese inizia la produzione della F3 675 e della Brutale 675. Un anno dopo furono presentate la F3 800 da 798 cm³ e la Rivale 800: una hypermotard. Successivamente la gamma dei modelli a tre cilindri viene ampliata con la Brutale 800 e la Brutale 800 Dragster, oltre alle Turismo Veloce 800 e Stradale 800 su base Rivale.
Negli anni successivi MV Agusta mostra una significativa crescita delle vendite: 3 687 unità nel 2011 (+ 1% rispetto all'anno precedente), 6 557 nel 2012 (+ 70%), 7 488 nel 2013 (+ 14%), 9 200 nel 2014 (+ 23%). Tuttavia, la società non è stata in grado di gestire una situazione di crescita così esplosiva dal lato dei processi e dei finanziari e alla fine MV Agusta aumentava nuovamente il proprio debito. Oltre a questo MV ha anche problemi con la rete di concessionari e la consegna dei ricambi.
Nel 2014 si muove Mercedes-AMG che acquista il 25% di MV per 30 milioni di euro ma all'inizio del 2016, Mercedes-AMG era pronta a vendere asset non essenziali con debiti di oltre 40 milioni di euro facendo scendere la sua quota al di sotto del 20%, che consentì alla banca di esigere il rimborso del debito.
A causa dell'aumento dei debiti, i fornitori hanno iniziato a rifiutare spedizioni massicce dei componenti e Agusta fu costretta a chiedere la protezione di un giudice per evitare il fallimento.

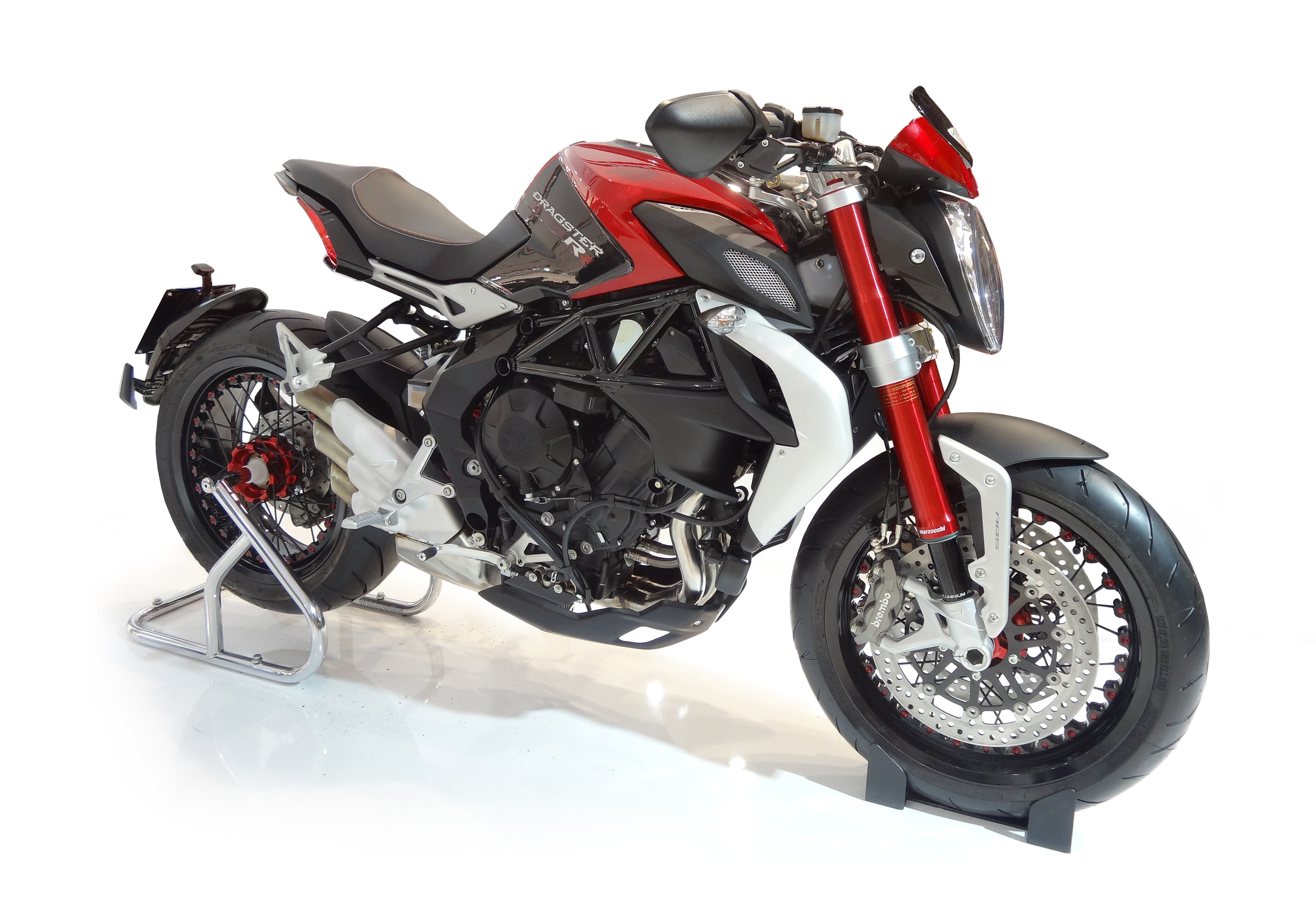
MV Agusta Dragster RR (2015)

I guai non finirono per MV e il 18 novembre 2014, a seguito dell'esondazione del lago di Varese, sulla cui rive sorge la sede produttiva, la MV ha subito un grave allagamento che però non ha compromesso le capacità aziendali e a dicembre la casa ha ottenuto dalla Banca Popolare di Milano un incremento di capitale di 15 milioni di euro per allargare il suo raggio d'azione ai mercati esteri, in particolare Stati Uniti d'America, Brasile e del Sud-est asiatico.
Nel mese di marzo 2016, il tribunale di Varese ha approvato l'atto di protezione "Concordato di continuità" obbligando MV a ridurre la produzione da 9 000 motociclette all'anno a 6 000-7 000, a ridurre i costi di ricerca e sviluppo da 15 milioni di euro a 7 milioni e infine a ridurre le spese per il "Reparto Corse" da 4 milioni euro a 600 000 euro. Inoltre MV ha dovuto licenziare almeno 200 dipendenti. Ancora più preoccupanti, erano i rapporti secondo cui MV non stava consegnando alcun pezzo di ricambio e che la fabbrica avrebbe potuto cessare la produzione. Tuttavia, il piano finale di ristrutturazione del debito è stato approvato dal tribunale solo nel dicembre 2017, quando è arrivato un nuovo investitore.

### 2017-2024 - La proprietà Sardarov
Nel luglio 2017 Mercedes AMG esce di scena ed entra come importante azionista di minoranza la famiglia russa Sardarov. Il 18 dicembre 2017 arriva l'annuncio che la MV Holding, società di partecipazioni controllata da Giovanni Castiglioni e dalla famiglia Sardarov, ha riacquistato il 25% di MV Agusta detenuto dal gruppo automobilistico tedesco Mercedes AMG; nello stesso tempo l'azienda dichiara di essere ritornata in utile nell'anno 2017.
Nel novembre 2018 la società effettua un aumento di capitale di 40 milioni destinati per sviluppare i piani industriali, lanciare la moto a 4 cilindri, riorganizzare la rete di vendita riducendo il numero delle concessionarie e sviluppando i negozi monomarca. L'aumento di capitale viene effettuato da GC Holding, la società di Giovanni Castiglioni, e da ComSar Invest SA, fondo di investimento lussemburghese del gruppo anglo-russo Black Ocean di Timur Sardarov, uno dei principali produttori petroliferi dell'Est Europa. Il cda nomina poi Sardarov nuovo amministratore delegato dell'azienda.
Nel luglio 2019 Timur Sardarov, amministratore delegato di MV Agusta Motor, ha stipulato un accordo con la cinese Loncin Motor Company per la produzione congiunta di moto di 350 e 500 cm³. Il lavoro di sviluppo e produzione sarà svolto da MV, utilizzando l'attuale 675/800 cm³ come base per il motore. Le moto saranno commercializzate sia da MV sia dal marchio di Loncin, VOGE. Successivamente l'accordo salta e MV stipula un accordo con un'altra Casa cinese: la Qianjiang Group, proprietaria di Benelli, per la fornitura di motori per le prossime moto di bassa gamma. 

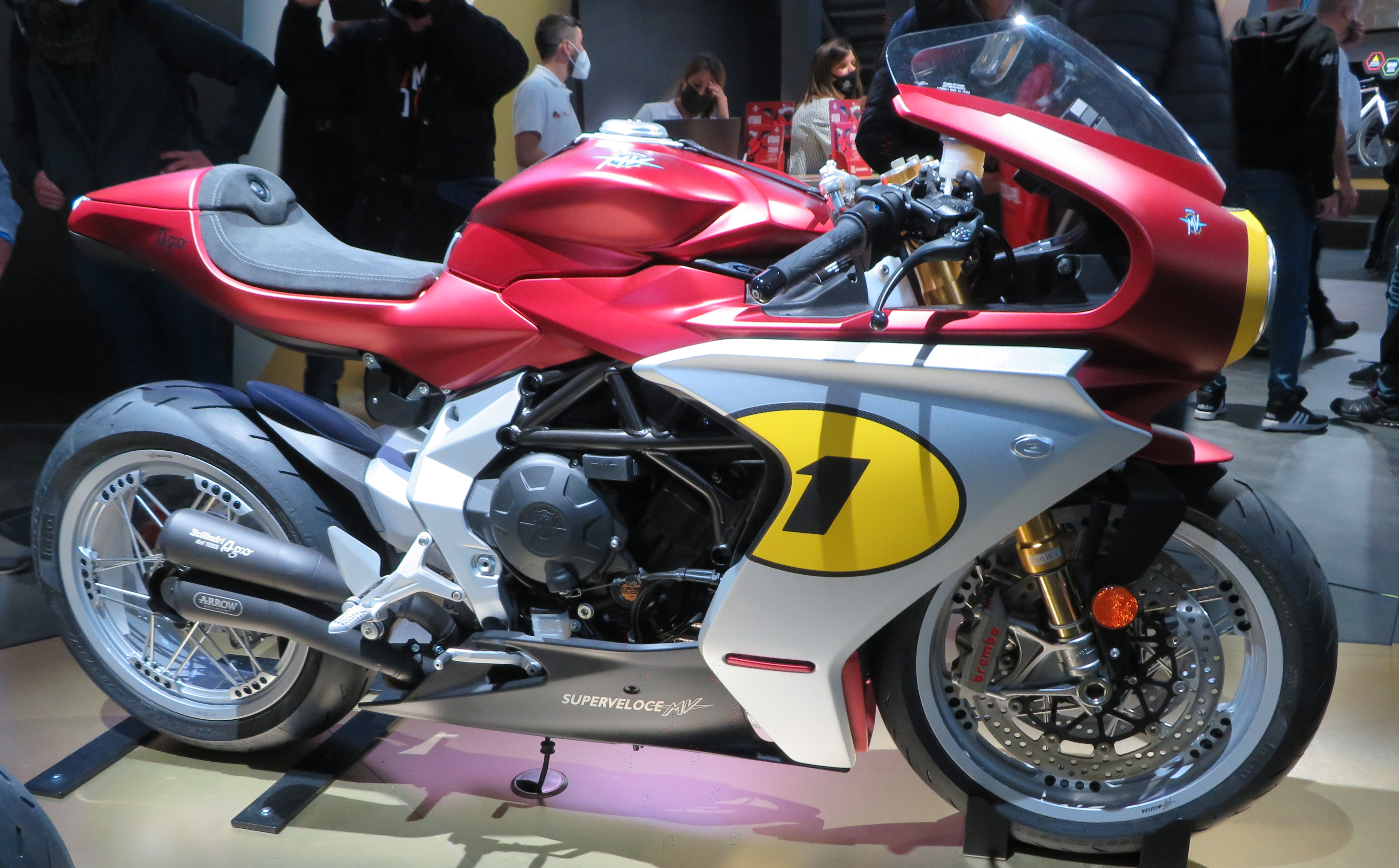
MV Agusta Superveloce Ago (2021)

Al salone di Milano del 2019, MV presenta diversi nuovi modelli tra cui la Brutale 1000 RR, la versione definitiva della Brutale 1000 Serie Oro (in serie limitata) che furono definite le naked più potenti sul mercato e capaci di erogare 208 CV, con alette aerodinamiche e quattro scarichi in titanio; la Superveloce 800, disponibile anche in allestimento Serie Oro in serie limitata di 300 esemplari, con 3 cilindri e capace di sviluppare 148 CV; e Brutale, Dragster e Turismo Veloce proposte in versione "base" (Rosso) oppure con frizione assistita (SCS). Nel 2021 viene presentata, in numero limitato, la versione Ago, dedicata a Giacomo Agostini.
Nell'ottobre 2019, MV ha presentato un nuovo piano aziendale quinquennale, promettendo una crescita della produzione annuale fino a 25 000 unità in cinque anni. Massimo Bordi, è stato nominato vicedirettore generale e Paolo Bettin è stato nominato direttore finanziario. L'ex presidente della società, Giovanni Castiglioni, ha mantenuto il ruolo di consulente. 

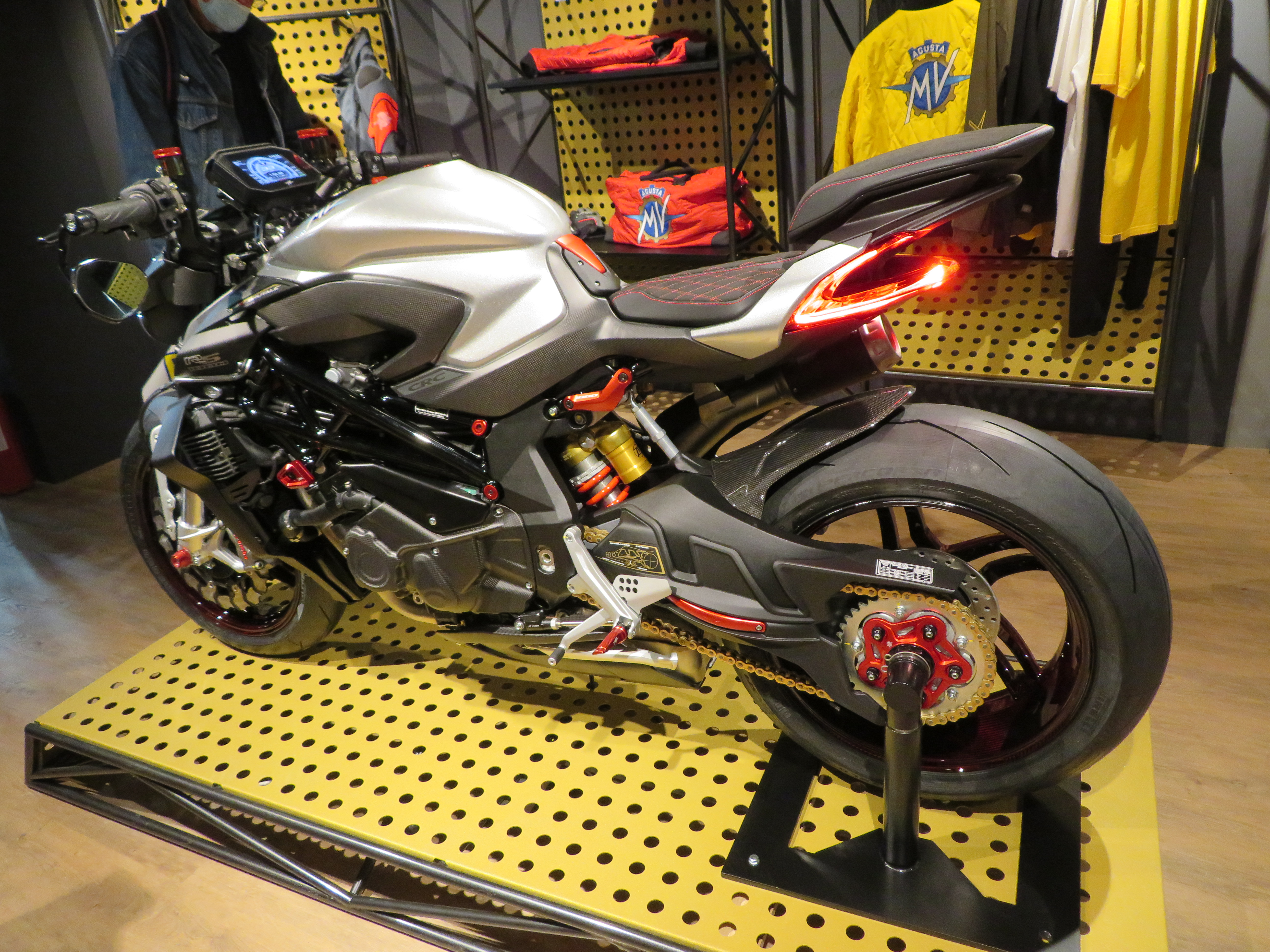
MV Agusta Brutale 1000 RS (2021)

Nel 2021 vengono presentati i modelli Superveloce Ago (in numero limitato) dedicata a Giacomo Agostini; la nuova F3 RR che va ad affiancare la versione base denominata Rosso (è dotata di un motore da 800 cm³, 3 cilindri e dotato di 147 cavalli); la Brutale 1000 RS, derivata dalla Brutale 1000 ma senza i semi manubri e quindi più "comoda" e la più "cattiva" della gamma Brutale 1000 Nurburgring.

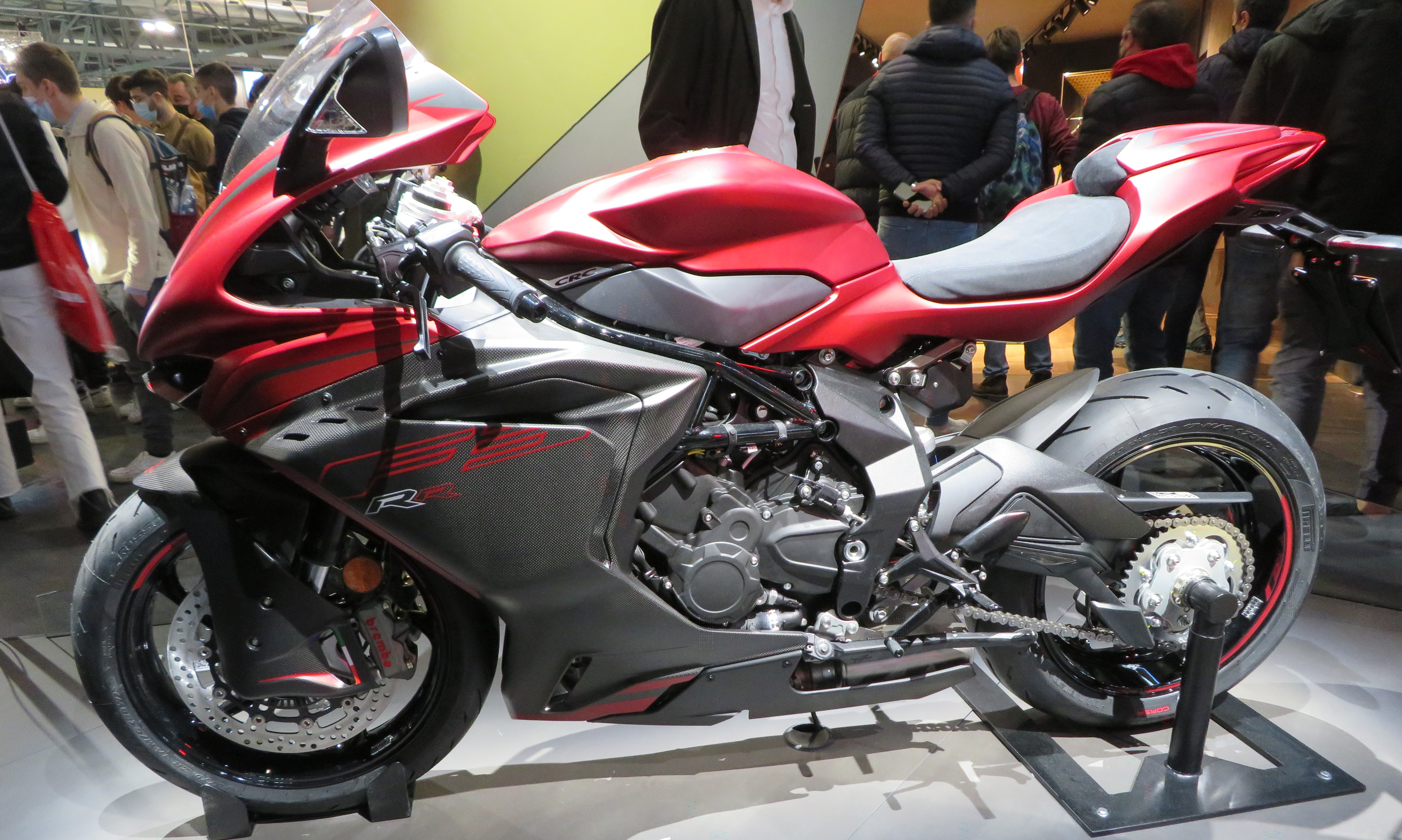
MV Agusta F3 RR (2021)

Inoltre, a luglio 2021 vengono presentate le prime bici elettriche: la AMO in versione RR e RC e a novembre dello stesso anno viene presentato il primo e-scooter elettrico MV: il Rapido Serie Oro. 
A settembre 2022, viene siglato tra MV Agusta e KTM AG (sussidiaria di Pierer Mobility AG), un accordo di collaborazione commerciale per la distribuzione delle moto prodotte da MV, in Canada, Stati Uniti e Messico. 
Successivamente, il 3 novembre 2022, viene annunciata la cooperazione strategica tra MV Agusta Motor S.p.A. e Pierer Mobility AG stringendo un accordo di cooperazione strategica in cui KTM AG, sussidiaria di Pierer Mobility, fornirà il proprio supporto ad MV Agusta in ambito della gestione dell’ufficio acquisti. Inoltre, l’accordo prevede la parziale distribuzione della gamma MV Agusta attraverso la rete commerciale mondiale di Pierer Mobility.
Nel corso del mese di novembre 2022, KTM AG acquista una quota pari al 25,1% di MV Agusta attraverso un aumento di capitale. 
A novembre 2022, vengono presentati i modelli Superveloce 1000 Serie Oro, ipersportiva rétro basata sulla piattaforma della Brutale 1000 RR, di cui ne utilizza il telaio, il monobraccio, le sospensioni e il motore 4 cilindri in linea da 208 CV (212 CV con il kit racing). Ne verranno costruiti solo pochi esemplari; il prototipo della 921 S che riprende l' MV Agusta 750S del 1973 e che monta un motore inedito di 4 cilindri in linea di 921 cc da 115 cavalli a 7000 giri/minuto e l'inedito prototipo dello scooter elettrico Ampelio (dal nome di Ampelio Macchi) realizzato in collaborazione con Kymco. È spinto da un motore elettrico in grado di raggiungere una potenza di picco di 7,2 kWh e alimentato da due batterie che assicurano un'autonomia di 85 km.

### 2024 - La proprietà Pierer Group

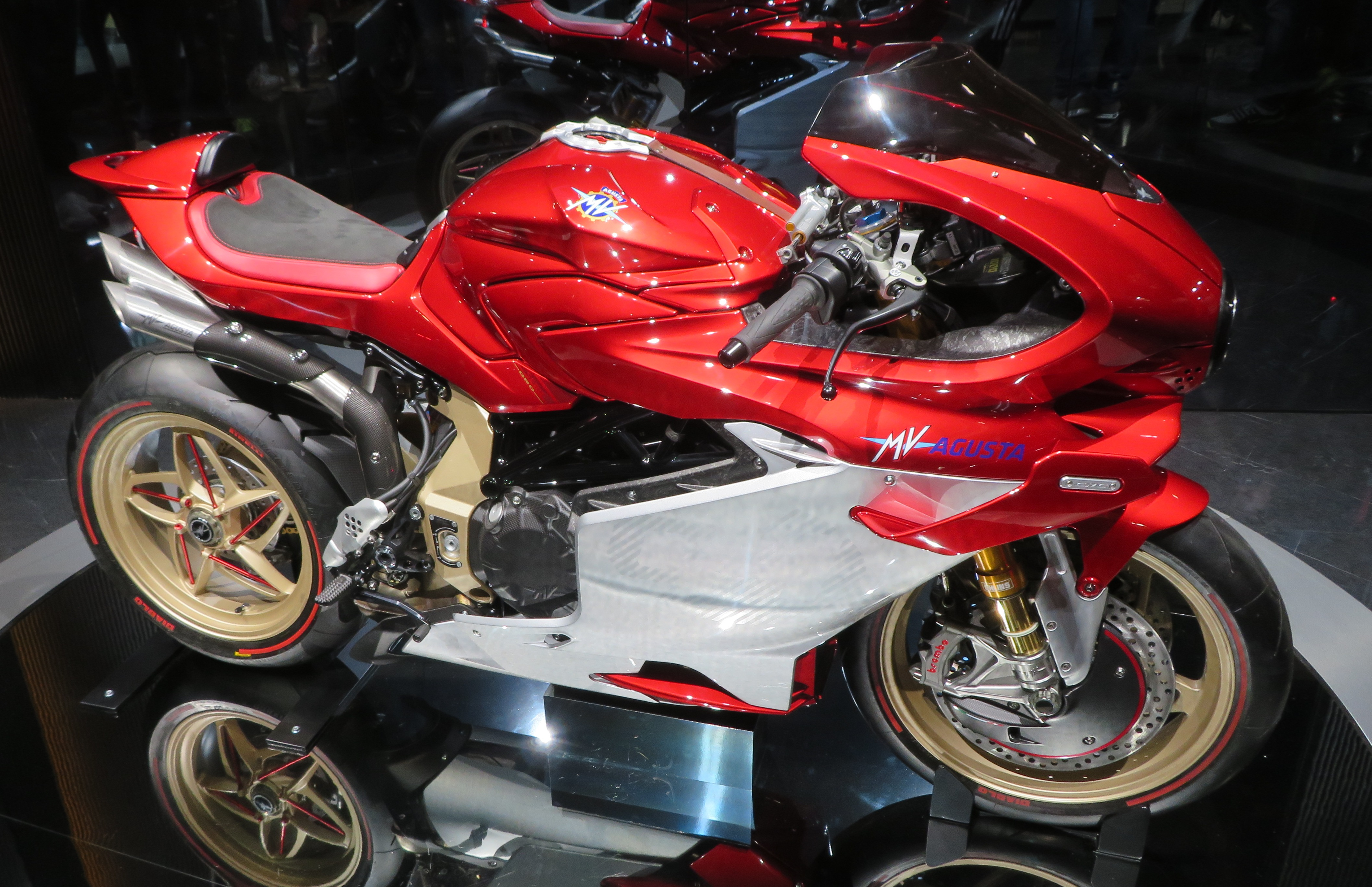
MV Agusta Superveloce 1000 Serie Oro (2024)

Il 15 marzo, KTM AG (azienda controllata di Pierer Mobility, assieme a Husqvarna e GasGas), acquisisce il 50,1% di MV e la gestione industriale e, Hubert Trunkenpolz (già membro del board di Pierer Mobility) assume il ruolo di Amministratore Delegato e presidente del consiglio di amministrazione. Timur Sardarov rimarrà come vice-presidente, brand ambassador e consulente e avrà il restante 49,9% dell'Azienda.
Il 29 novembre 2024 KTM AG e le sue controllate KTM Components GmbH e KTM F&E GmbH hanno presentato istanza di fallimento presso un Tribunale Regionale austriaco, con debiti che ammonterebbero a 2,9 miliardi di euro; a metà dicembre 2024 un curatore fallimentare ha messo in vendita le azioni MV Agusta e tutte le azioni di MV Agusta Services, di proprietà della stessa KTM.

### 2025 - La seconda proprietà Sardarov
Il 31 gennaio 2025, diventa ufficiale l'acquisizione di MV da parte della Famiglia Sardarov, tramite la società Art of Mobility S.A. di cui Timur Sardarov è il presidente.
Vengono confermati Hubert Trunkenpolz come presidente del consiglio di amministrazione, Luca Martin come amministrazione delegato e Filippo Bassoli come responsabile marketing.

## Riferimenti

### Il Reparto Veicoli Speciali
Nel 2017, per progettare modelli speciali e premium, nasce il Reparto Veicoli Speciali (RVS) dall'unione di MV Agusta e il Centro Ricerche Castiglioni (CRC) di San Marino. Il primo modello di questo reparto si chiama RVS#1 sulla base della Dragster RR. Il modello, assemblato a mano e numerato in serie limitata, monta un motore 800 cm³ originariamente progettato da Ezio Mascheroni e montato inizialmente sulla F3, da 150 CV con un peso ridotto a 160 kg (8 in meno rispetto alla Dragster), oltre alla presenza di numerose parti ricavate dal pieno.

### Il Lucky Explorer Project

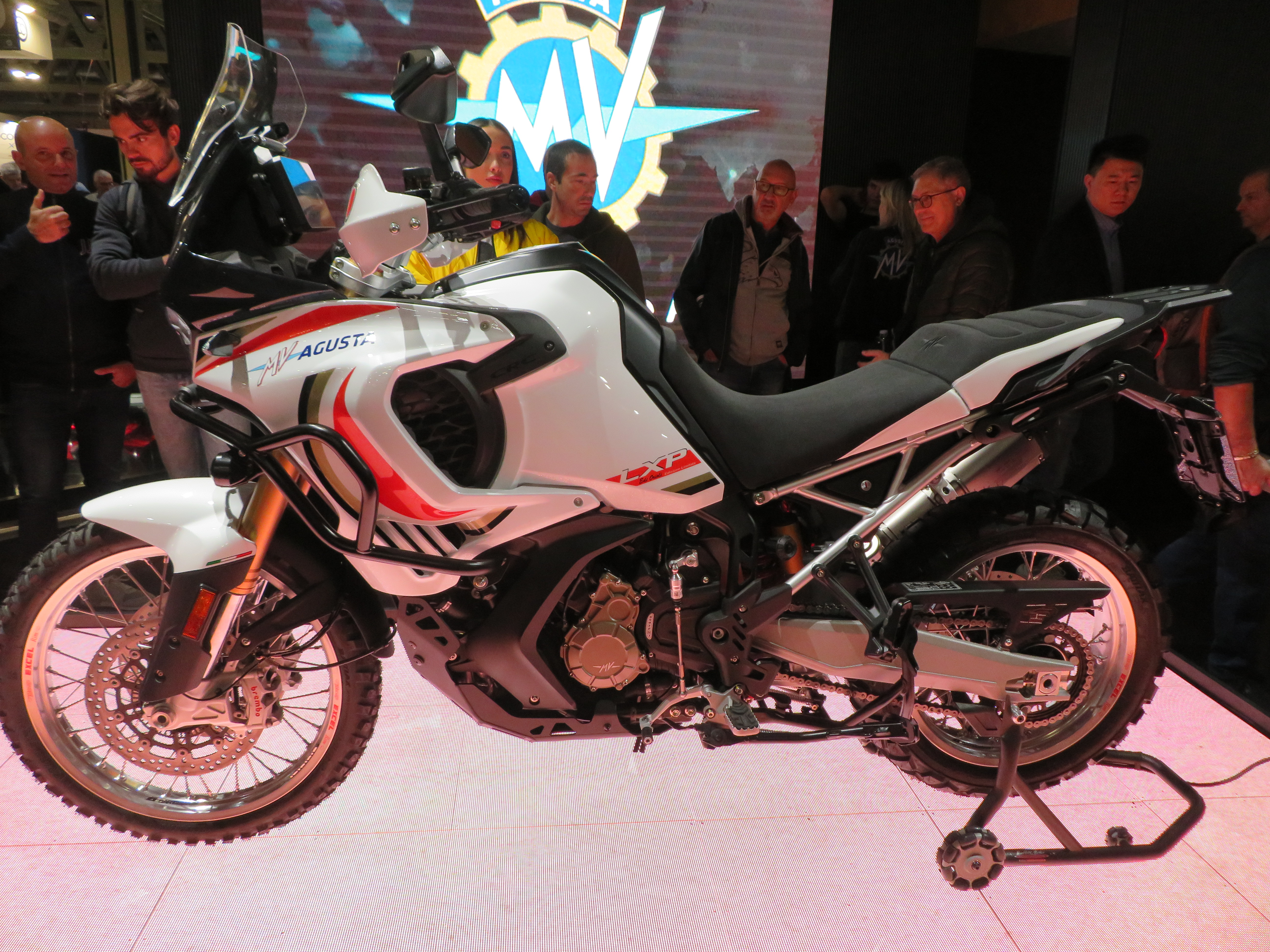
MV Agusta LXP Orioli (2024)

All'Eicma del 2021 viene presentato il Lucky Explorer Project, progetto erede della Cagiva Elefant vincitrice della "Dakar" nel 1990 e nel 1994. Vengono presentati i modelli crossover 5.5 e 9.5 rispettivamente di 550 cm³ e di 950 cm³. La 5.5, nata in collaborazione con la cinese Qianjiang, monta un motore bicilindrico in linea di 550 cm³ con distribuzione a doppio albero a camme in testa, 4 valvole per cilindro e raffreddamento a liquido prodotto da Qianjiang appositamente per questa moto. Il modello 9.5 invece deriva dal tre cilindri in linea MV da 800 cm³ con albero motore controrotante di cui conserva gli ingombri. Si tratta di un propulsore tutto nuovo con cilindrata di 930,63 cm³ e 123 CV di potenza massima. Troviamo anteriormente una ruota tassellata da 21”, che consente di affrontare al meglio anche la guida in fuoristrada e il telaio in acciaio a doppia culla chiusa composto da elementi forgiati ed estrusi e il robusto forcellone in alluminio. Sono in alluminio anche le piastre forcella, mentre il telaietto reggisella è in acciaio. Di serie anche il sistema di fissaggio delle borse laterali a scomparsa, una soluzione che permette di non “sporcare” il design della moto.
Al salone di Milano del 2023 viene presentata la versione definitiva della 9.5, ridenominata LXP (Lucky Explorer Project) nella versione Orioli, limitata a 500 esemplari e spinta dall'inedito motore tre cilindri Mv di 931 cc. È definita dalla stessa Mv una "all terrain di lusso", infatti, grazie alle gomme tassellate da 21" all'anteriore e da 18" al posteriore, è adatta anche al fuoristrada. 

## Premiazioni e riconoscimenti
- Brutale 910 R: moto più bella del Salone (Eicma 2005)
- F4 R 312: moto di serie più veloce del mondo (2007)
- Brutale 1078RR: moto più bella del Salone (Eicma 2007)
- F3:  moto più bella del Salone (Eicma 2010)
- F4: moto più bella del web (2010)
- Rivale 800: moto più bella del Salone (Eicma 2012)
- Brutale 1000 Serie Oro: moto più bella del Salone (Eicma 2018)
- Superveloce: moto più bella del Salone (Eicma 2018), moto più bella a Villa d’Este nella categoria Concept Bikes (2019), eccellenza del design lombardo (2019)
- Brutale 800 RR: premio Design of the Year al Bike India Awards (2019)
- Superveloce Ago: moto più bella del Salone (Eicma 2021)
- Superveloce 1000 Serie oro: premio Good Design Award (Chicago, 2025)

## Modelli storici

### Stradali
- Motocicli
  - MV Agusta Vespa 98 (1945-1947)
  - MV Agusta 125 Bicilindrica (Prototipo 1947)
  - MV Agusta 250 (1947-1950)
  - MV Agusta 125 (1948-1949)
  - MV Agusta 500 4C Turismo R19 (Prototipo 1950)
  - MV Agusta 83 Checca (1958-1960)
  - MV Agusta 99 Checca (1960-1969)
  - MV Agusta 124 Checca (1962-1964)
  - MV Agusta 125 Turismo (1949-1953)
  - MV Agusta 150 Turismo (1952-1953)
  - MV Agusta 175 Turismo (1954-1958)
  - MV Agusta 125 Turismo Rapido (1954-1958)
  - MV Agusta 125 Sport 2 tempi (1949-1951)
  - MV Agusta 125 GT/GTL/GTL-S (1959-1973)
  - MV Agusta 150 Sport (1959-1969)
  - MV Agusta Centomila (1959-1963)
  - MV Agusta 125 Pullman (1953-1956)
  - MV Agusta 125 Superpullman (1956-1957)
  - MV Agusta 125 Regolarità (1965-1970)
  - MV Agusta 125 Sport (1975-1977)
  - MV Agusta 250 Bicilindrica Turismo (1968-1971)
  - MV Agusta 250 Bicilindrica Scrambler (1969-1970)
  - MV Agusta 350 Sport (1970-1971)
  - MV Agusta 350 Gran Turismo (1972-1974)
  - MV Agusta 350 Scrambler (1972-1974)
  - MV Agusta 350 Sport "Elettronica" (1972-1974)
  - MV Agusta 350 GT "Ipotesi" (1976-1977)
  - MV Agusta 600 Turismo 4C 6 (1967-1971)
  - MV Agusta 750 (1970-1975)
  - MV Agusta 750 Sport America (1975-1978)

- Ciclomotori
  - MV Agusta Liberty (1962-1968)
  - MV Agusta Germano (1964-1967)
- Scooter
  - MV Agusta A 125cc (1949)
  - MV Agusta B 125cc (1949)
  - MV Agusta C SL 125cc (1950-1951)
  - MV Agusta C GT 125cc (1950-1952)
  - MV Agusta D SL 125cc (1952)
  - MV Agusta C GT 150cc (1952)
  - MV Agusta Ovunque 125cc (1952-1954)
  - MV Agusta Chicco 155cc (1960-1964)
- Autocarri, microcar e motocarri
  - MV Agusta 350 Vetturetta (1954)
  - MV Agusta Autocarro 1100 D2 (1957-1964)
  - MV Agusta 150 Centauro RF (1958-1960)
  - MV Agusta 150 Centauro RFB (1961)
  - MV Agusta 235 Trasporto Tevere (1960)

## Le competizioni

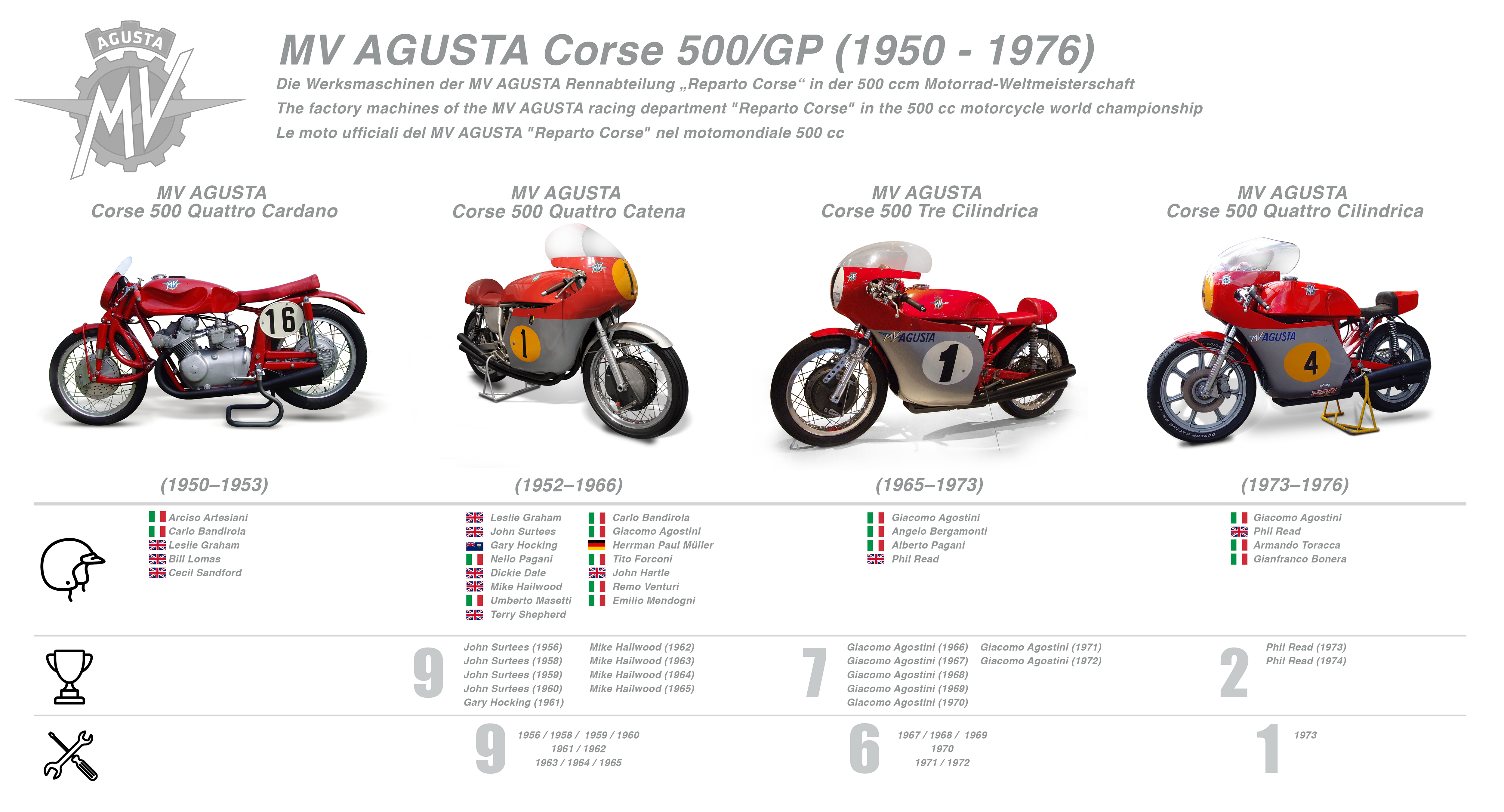
MV Agusta Corse

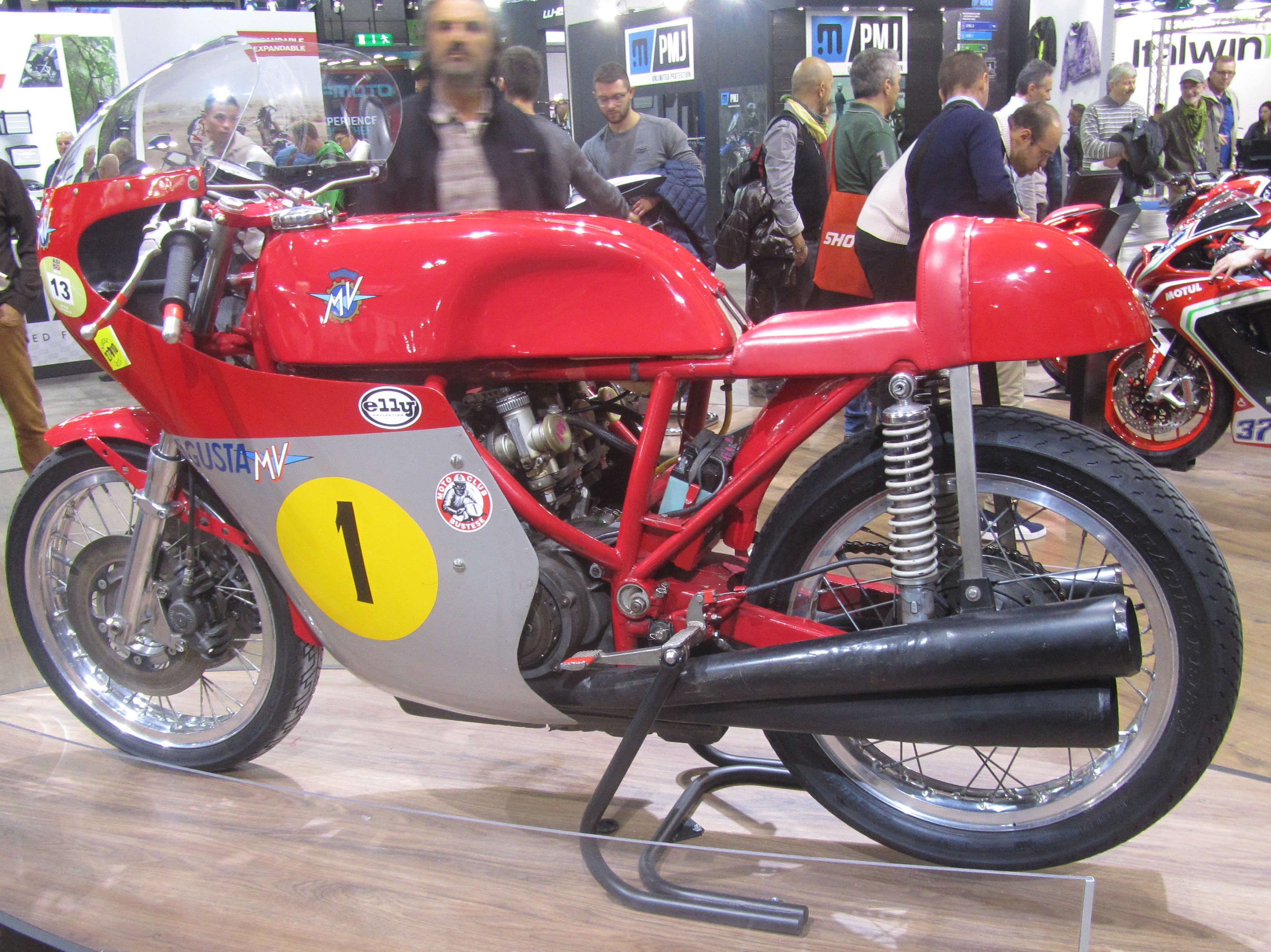
MV Agusta 500 3 cilindri

La MV Agusta Reparto Corse si occupa delle competizioni. Il nome della MV Agusta divenne popolare nel 1948 quando Franco Bertoni vinse la 125 cc nel Gran Premio motociclistico d'Italia. Il costruttore vinse il suo primo campionato del mondo nel 1952 con Cecil Sandford nella classe 125 cc. Avviato il dominio in tutte le classi, MV vinse contemporaneamente i titoli 125 cc, 250 cc, 350 cc e 500 cc nel 1958, 1959 e 1960. Il produttore italiano conquistò tutti i campionati piloti della classe 500 cc tra il 1958 e il 1974.
Si ritirò dalle corse dei Gran Premi alla fine della stagione 1976, dopo aver vinto 270 Gran Premi motociclistici, 38 Campionati del Mondo Piloti e 37 Campionati del Mondo Costruttori con piloti leggendari come Giacomo Agostini, Mike Hailwood, Phil Read, Carlo Ubbiali, Gary Hocking e John Surtees. Anno 1972, nella 350cc vincitore Di tre gran premi, Jarno Saarinen e vice campione del mondo alle spalle di Giacomo Agostini e davanti al pilota Aermacchi Renzo Pasolini. 

### Campionato del mondo MotoGP
MV Agusta ha vinto i seguenti titoli mondiali:
- Classe 500  (John Surtees, Gary Hocking, Mike Hailwood, Giacomo Agostini, Phil Read)
  - 1956, dal 1958 al 1974
- Classe 350  (John Surtees, Gary Hocking, Mike Hailwood, Giacomo Agostini)
  - 1958, dal 1959 al 1961, dal 1968 al 1973
- Classe 250  (Carlo Ubbiali, Tarquinio Provini)
  - 1956, dal 1958 al 1960
- Classe 125  (Cecil Sandford, Carlo Ubbiali)
  - 1952, 1955, 1956, dal 1958 al 1960

### Campioni del mondo Costruttori MotoGP
- Classe 500
  - 1956, 1958, 1959, 1960, 1961, 1962, 1963, 1964, 1965, 1967, 1968, 1969, 1970, 1971, 1972, 1973
- Classe 350
  - 1958, 1959, 1960, 1961, 1968, 1969, 1970, 1971, 1972
- Classe 250
  - 1955, 1956, 1958, 1959, 1960
- Classe 125
  - 1952, 1953, 1955, 1956, 1958, 1959, 1960

### Isola di Man
MV Agusta ha vinto il Tourist Trophy 34 volte.
Giacomo Agostini ha esordito nel Tourist Trophy nel 1965 nella classe juniores su una MV 350 tre cilindri classificandosi terzo. Ha partecipato a 16 gare TT, tutte su MV, ha vinto la gara 10 volte, ha completato una doppietta senior-junior nel 1968, 1969, 1970 e 1972. Mike Hailwood ha vinto il Tourist Trophy su una MV quattro volte, tre nella classe senior e una nella classe junior. John Surtees si rivolse alla MV Agusta nel 1956 e vinse la classe senior. Nel 1958 terminò al primo posto le classi junior e senior, impresa che ripeté nel 1959. Vinse anche l'edizione del 1960.

### Il ritorno alle corse - MV Agusta Reparto Corse

#### Le derivate
Nel 2004 la società ha fatto un ritorno semi-ufficiale alle corse, sostenendo la MV Agusta Deutschland squadra nel campionato tedesco IDM Superbike con il pilota Jörg Teuchert che ha vinto due gare in sella a una F4 1000S. Nel 2005 l'attività agonistica è stata ampliata alla Superstock 1000 FIM Cup con i team italiani EVR Corse e Gimotorsports .
MV Agusta ha vinto il Campionato Italiano Superstock nel 2006 con Luca Scassa, a 30 anni dal suo ultimo titolo. Nel 2008 Scassa ha vinto il Campionato Italiano Superbike su una moto supportata dalla fabbrica del reparto corse di Schiranna. 
Il Team Fast by Ferracci ha inserito due F4 per Luca Scassa e Matt Lynn nella stagione 2007 del Campionato AMA Superbike. La società ha programmato il suo ritorno alle corse per la stagione del Campionato mondiale Superbike 2008 con il Team Foggy Racing di Carl Fogarty ma la mancanza di sponsor ha interrotto il progetto.
Nel 2013 due MV Agusta F4 RR sono state iscritte da Grant Racing nel British Superstock Championship. Nello stesso anno l'MV ha gareggiato nel Campionato del Mondo Supersport con l'F3 675 gestita dal Team ParkinGO; Roberto Rolfo e Christian Iddon hanno guidato le moto ottenendo tre piazzamenti a podio. 
Dal 2014 MV Agusta ha fatto il ritorno ufficiale alle corse fondando il team ufficiale MV Agusta Reparto Corse, gestendo sia le attività del Mondiale Superbike sia quelle del Supersport.

#### LA MOTO 2
Nel 2018 è stato annunciato che nel 2019, MV Agusta, sarebbe tornata anche nei Gran Premi con Forward Racing in Moto 2 con la F2. Sarà la prima volta dal 1976 che MV Agusta entrerà nella entry list del Gran Premio con i piloti Stefano Manzi e Dominique Aegerter. Partecipò al mondiale Moto2 fino al 2023.

## Le moto da competizione
- MV Agusta 125 2 tempi (1948-1949)
- MV Agusta 125 Bialbero (1950-1964)
- MV Agusta 125 Motore Lungo (1951-1953)
- MV Agusta 500 4 Cilindri Cardano (1950-1952)
- MV Agusta 500 4 Cilindri Catena (1952-1966)
- MV Agusta 125 Monoalbero (1953-1956)
- MV Agusta 350 4 Cilindri (1953-1963)
- MV Agusta 175 Bialbero (1954-1958)
- MV Agusta 175 203-250 Monocilindrica (1955-1959)
- MV Agusta 350 2 Cilindri (1957)
- MV Agusta 250 Bicilindrica (1959-1966)
- MV Agusta 500 6 Cilindri (1957-1958)
- MV Agusta 125 Disco (1965)
- MV Agusta 350 3 Cilindri (1965-1970)
- MV Agusta 500 3 Cilindri (1966-1973)
- MV Agusta 350 6 Cilindri (1969)
- MV Agusta 350 4 Cilindri (1971-1976)
- MV Agusta 500 4 Cilindri (1973-1976)
- MV Agusta F3 675 SUPERSPORT (2013-2021)
- MV Agusta F4 RC SUPERBIKE (2015-2018)
- MV Agusta F2 (2019-2022)
- MV Agusta F3 800 RR SUPERSPORT (2022-)

### Versioni speciali in serie limitata
Negli anni, parallelamente alla produzione di serie, sono state realizzate delle special in numero limitato, tra le quali le versioni: F4 serie oro, Brutale Oro, F4-Senna dedicata al pilota di Formula 1 Ayrton Senna (750/1000), F4 SPR (750), F4 Tamburini dal nome del progettista (1000),F4 CRC (1000), F4 Mamba (1000), F4 Gladio (1000), Brutale America nata per commemorare i 20 anni dalla America 750 (750), F4 Veltro nata per celebrare il gemellaggio con l'Aeronautica Militare Italiana e il suo 23º Gruppo Volo (i Veltri), prodotta in soli 23 esemplari; F4 Ago (che prende il nome dal pilota Agostini), Brutale CRC (Centro Ricerche Cagiva), la F4 CC (Claudio Castiglioni) intitolata al proprio presidente e prodotta in soli 100 esemplari e la F4 312R che, come evidenziato nel nome, raggiunge la velocità di 312 km/h.

Dopo la vittoria ai mondiali di calcio della Nazionale italiana, venne presentata la Brutale Italia che è stata prodotta in 123 esemplari: 99 destinati alla normale vendita, e gli altri 24 sono andati ai campioni del mondo.

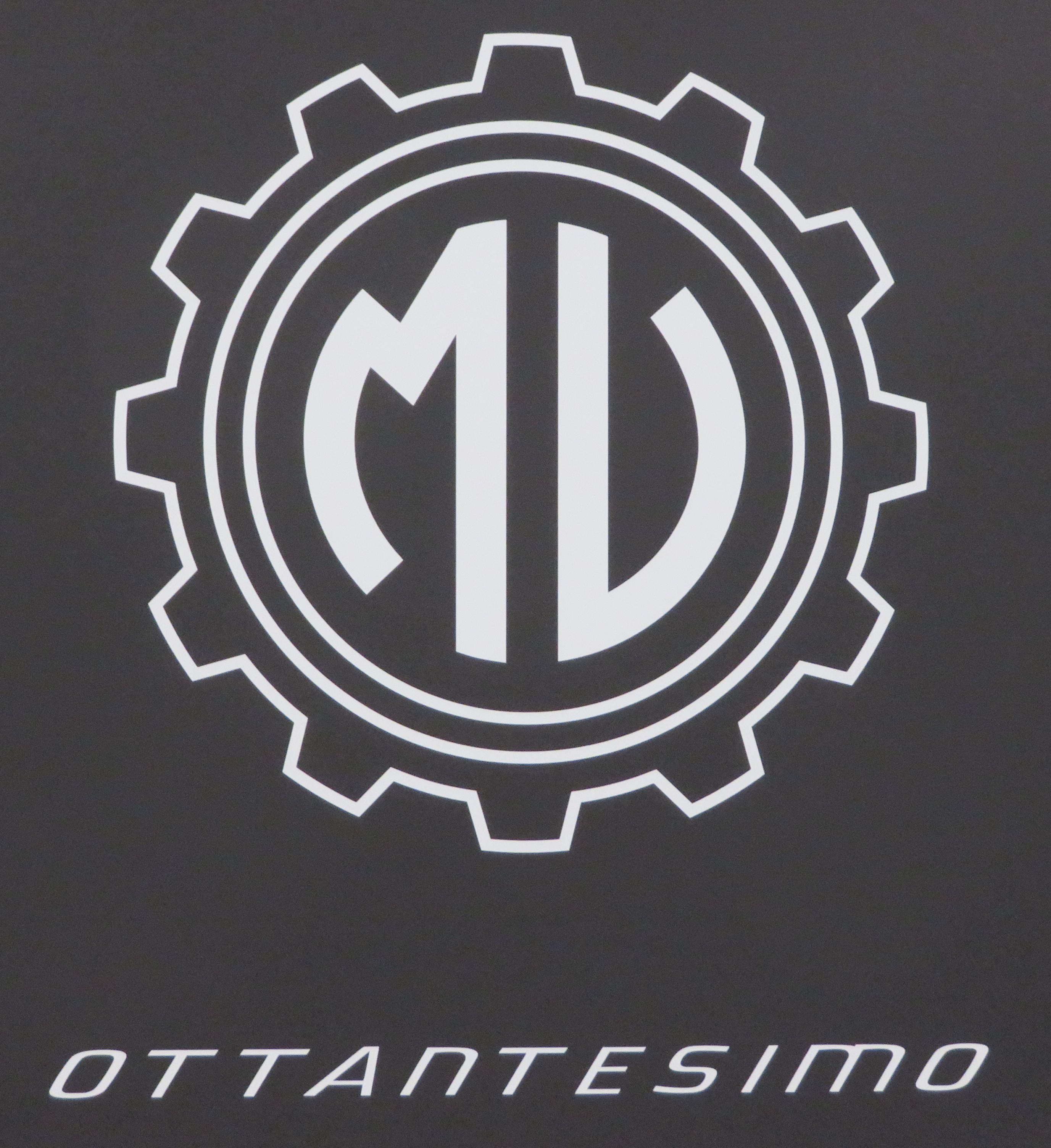
Logo "Ottantesimo" (2025)

Al salone di Milano del 2016 viene presentata la F4Z sviluppata su base della F4 e in collaborazione con Zagato per conto di un cliente giapponese. La carrozzeria è stata disegnata e ingegnerizzata dai designer Zagato e costruita con materiali quali alluminio e fibra di carbonio. 
In occasione degli 80 anni di MV, al Salone di Milano del 2024, viene presentata la nuova gamma "Ottantesimo" dei rispettivi modelli Brutale RR, Dragster RR, F3 RR, Superveloce S, Brutale 1000 e Brutale 1000 RR tutte denominate "Ottantesimo". Ogni modelli sarà prodotto in 500 esemplari, numerati. 

#### LA RVS#1
Nel 2017 il Reparto Veicoli Speciali MV Agusta presenta la RVS #1, su base Dragster 800 RR.
Fu creata dal CRC in 8 settimane e per Giovanni Castiglioni (Presidente MV dell'epoca) doveva essere acquistata solo da chi già possedeva una MV. Era dotata di semi manubri bassi, di una piastra di sterzo, degli indicatori di direzione a led e di un inedito proiettore anteriore a led adattivo incastonato all’interno di una ghiera, ricavata dal pieno. Sul lato destro erano stati montati due faretti a led supplementari la cui accensione era comandata da un interruttore aeronautico posto sulla piastra di sterzo. Oltre a questo, era dotata del tre cilindri in linea da 800 cc, la cui potenza era di 150 CV a 12.800 giri/min. Tra le caratteristiche troviamo cerchi Kineo a raggi con nipple rossi, dischi anteriori Braking Sunstar Batfly e impianto di scarico marchiato SC-Project.
Venne realizzata in 100 esemplari. 

#### Le versioni speciali
- F3 800 Ago (300 esemplari)

- MV Agusta F4 1000 Ago (2003)F3 800 Serie Oro (200 esemplari)
- F3 675 RC (300 esemplari)
- F3 800 RC (300 esemplari)

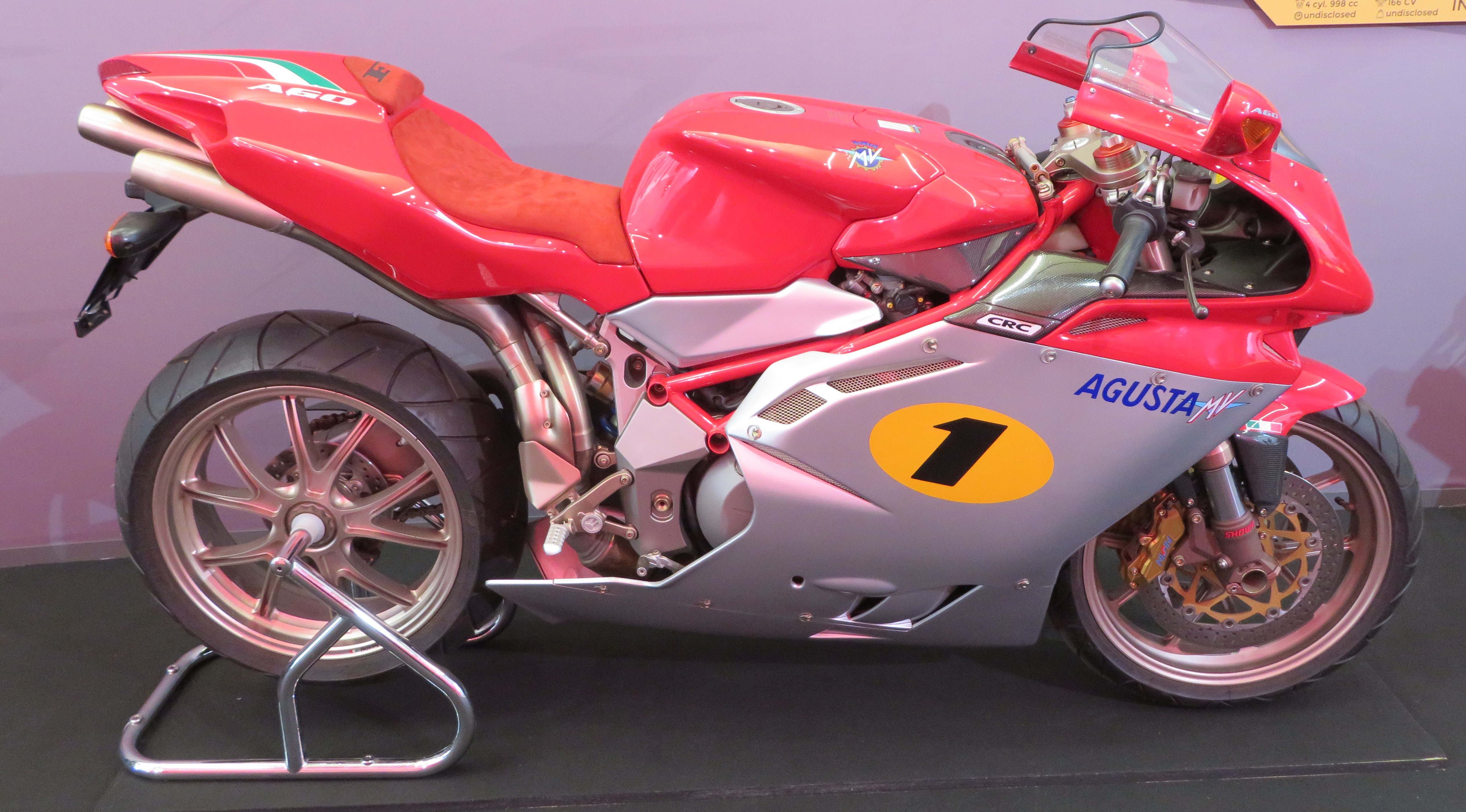
MV Agusta F4 1000 Ago (2003)

- F4 750 S Neiman Marcus Edition (10 esemplari)
- F4 Serie Oro (300 esemplari)
- F4 Tamburini (300 esemplari)
- F4 CRC (300 esemplari)
- F4 Senna 750 (50 esemplari)
- MV Agusta F4 1000 Veltro (2005)F4 Senna 1000 (300 esemplari)
- F4 CC (100 esemplari)
- F4 SPR (300 esemplari)
- F4 SP (300 esemplari)
- F4 SP-01 Viper (50 esemplari)
- F4 Mamba (300 esemplari)
- F4 Frecce Tricolori (11 esemplari)
- F4 Corse (300 esemplari)
- F4 Ago (300 esemplari)

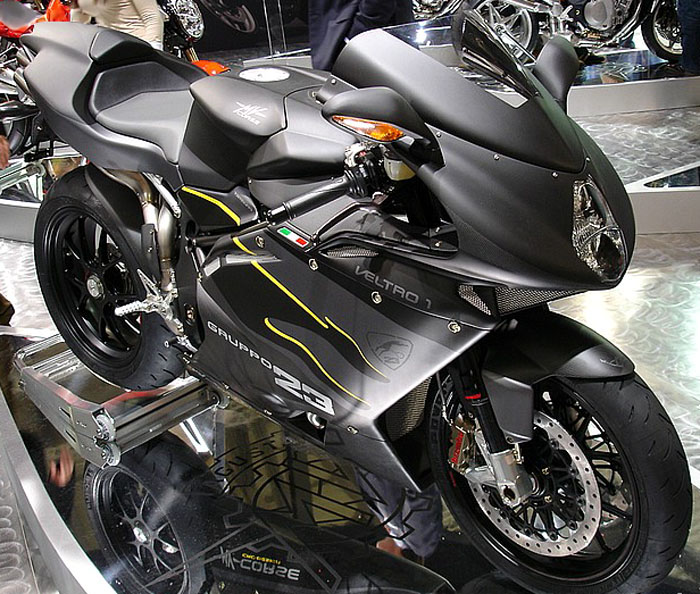
MV Agusta F4 1000 Veltro (2005)

- F4 1078 RR 312 Edizione Finale (30 esemplari)
- F4 Veltro (122 esemplari)
- F4 Claudio (100 esemplari)
- F4 RC (250 esemplari)
- MV Agusta F4 1000 Senna (2006)F4 Lewis Hamilton (44 esemplari)
- F4 R 312 Corse (300 esemplari)
- Brutale Oro (300 esemplari)

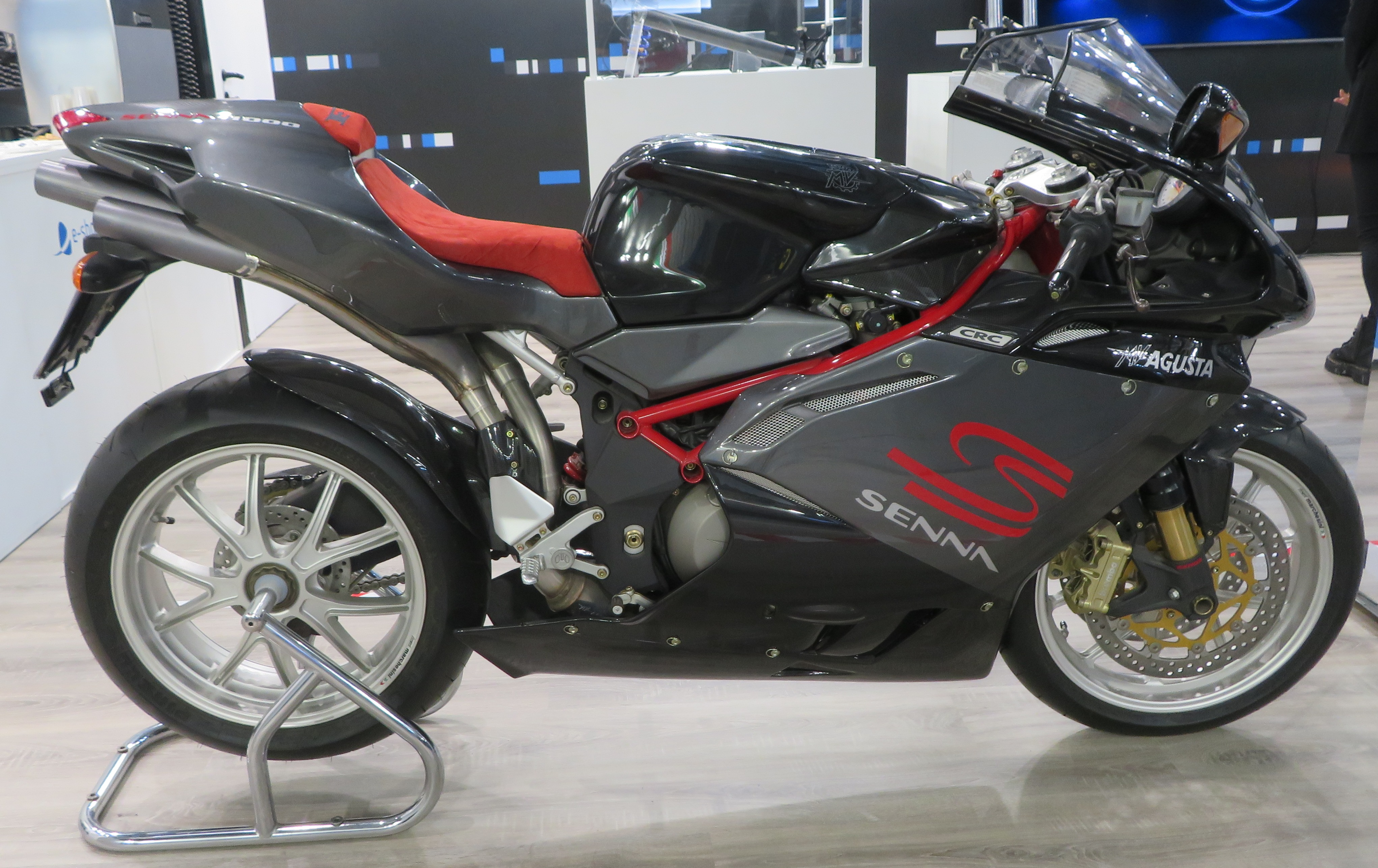
MV Agusta F4 1000 Senna (2006)

- Brutale 750 America (300 esemplari)
- Brutale 800 America (50 esemplari)
- Brutale 750 CRC (300 esemplari)
- Brutale 910 R Italia (125 esemplari)
- Brutale 750 Mamba (122 esemplari)
- Brutale 750 Gladio (300 esemplari)
- Brutale 910 R Starfighter (122 esemplari)
- Brutale 910 Corse (100 esemplari)
- MV Agusta Dragster RR (2018)Brutale 910 R Wally (118 esemplari)

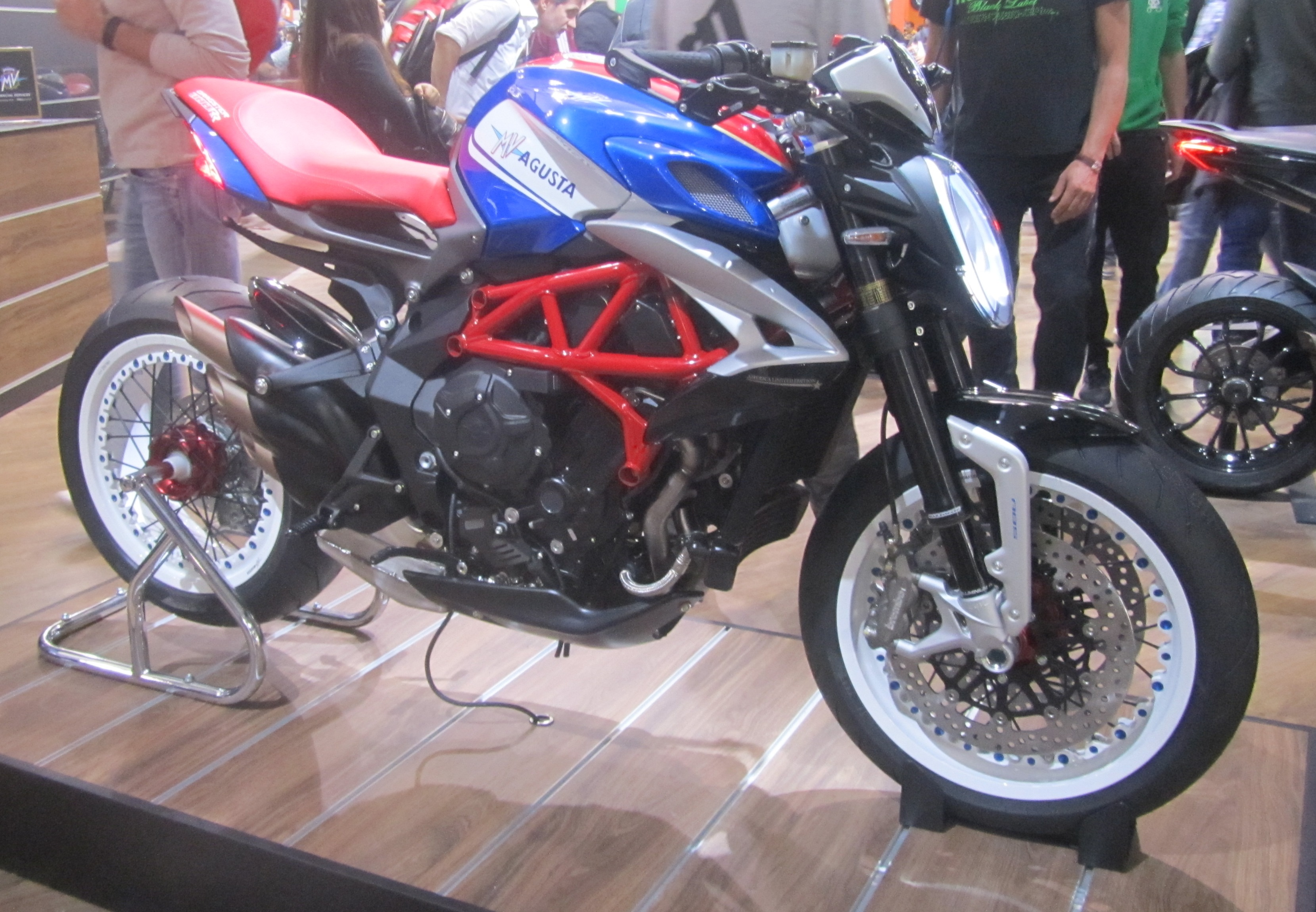
MV Agusta Dragster RR (2018)

- Brutale Starfighter Titanium (23 esemplari)
- Brutale 910 R Hydrogen (100 esemplari)
- Brutale 990 R 150° (150 esemplari)
- Brutale 800 RC (350 esemplari)
- Brutale 800 RR Lewis Hamilton (144 esemplari)
- Brutale 800 RR Pirelli (150 esemplari)
- Brutale 800 RR America (123 esemplari)
- RVS #1 (100 esemplari)
- F3 800 XX (20 esemplari)
- Brutale 1000 Serie Oro (300 esemplari)
- Dragster Lewis Hamilton (244 esemplari)
- Dragster 800 RC (250 esemplari)
- Dragster America (200 esemplari)MV Agusta F4 1000 Claudio (2019)
- Dragster Pirelli (200 esemplari)

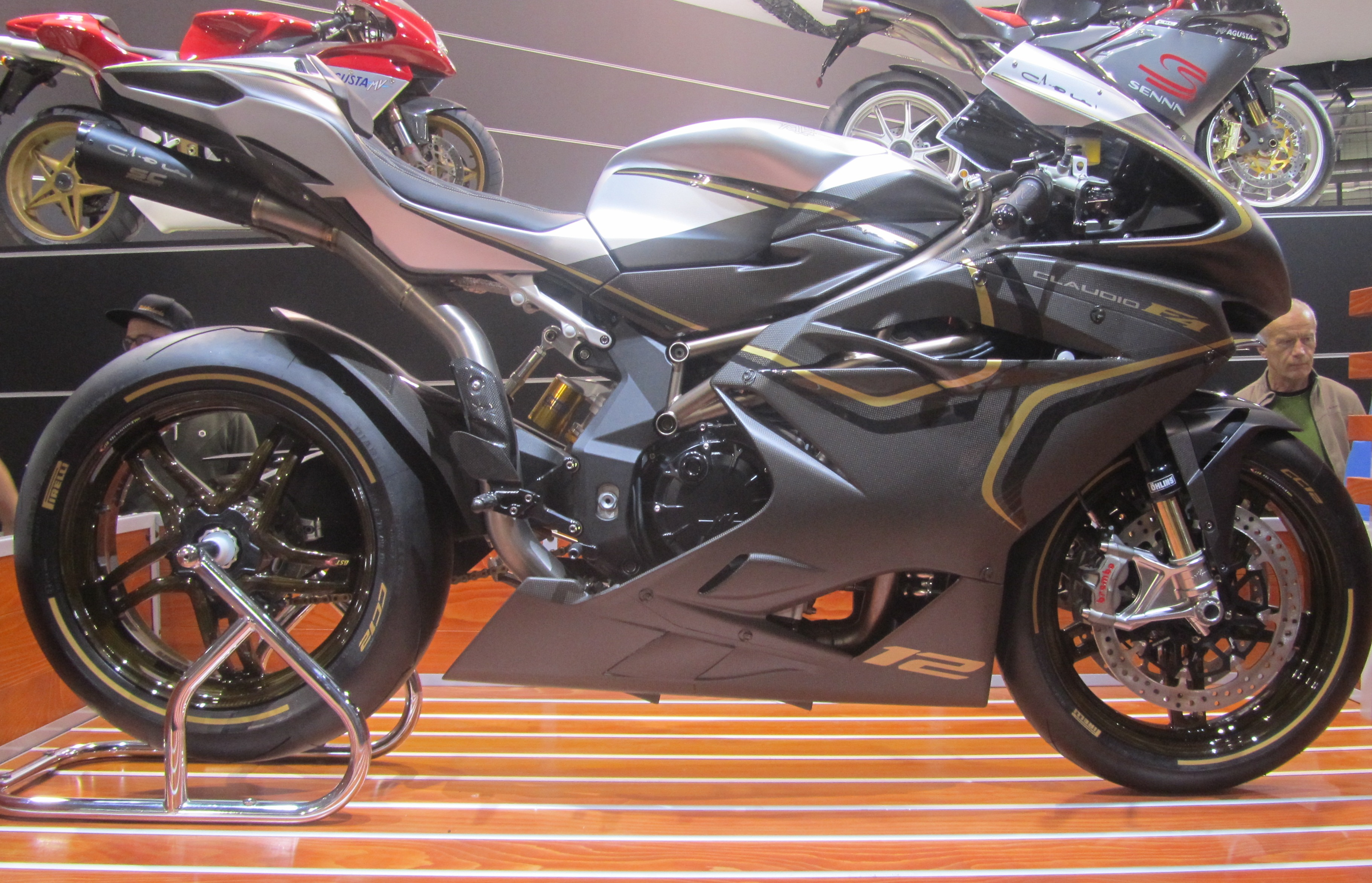
MV Agusta F4 1000 Claudio (2019)

- Dragster RR America (300 esemplari)
- Rivale Questura (2 esemplari)
- Turismo Veloce Edition One (200 esemplari)
- Turismo Veloce Questura (2 esemplari)
- Turismo Veloce Polizia Locale (4 esemplari)
- Turismo Veloce 800 RC (250 esemplari)
- Turismo Veloce 800 RC SCS (200 esemplari)
- Superveloce 800 Serie Oro (300 esemplari)
- Superveloce 800 75 Anniversario (75 esemplari)
- Superveloce 800 Alpine (110 esemplari)
- Brutale 1000 RR Assen (300 esemplari)
- Brutale 1000 Nurburgring (150 esemplari)
- Superveloce 98 (300 esemplari)
- LXP Orioli (500 esemplari)
- Superveloce Arsham (6 esemplari)
- F3 Evoluzione (venduta da EvolutionBike su ordinazione)
- Superveloce 1000 Serie Oro (500 esemplari)
- Rush (300 esemplari)
- F3 Competizione (300 esemplari)
- Brutale RR Ottantesimo, Dragster RR Ottantesimo, F3 RR Ottantesimo, Superveloce S Ottantesimo, Brutale 1000 Ottantesimo, Brutale 1000 RR Ottantesimo (500 esemplari)

#### Le one-off

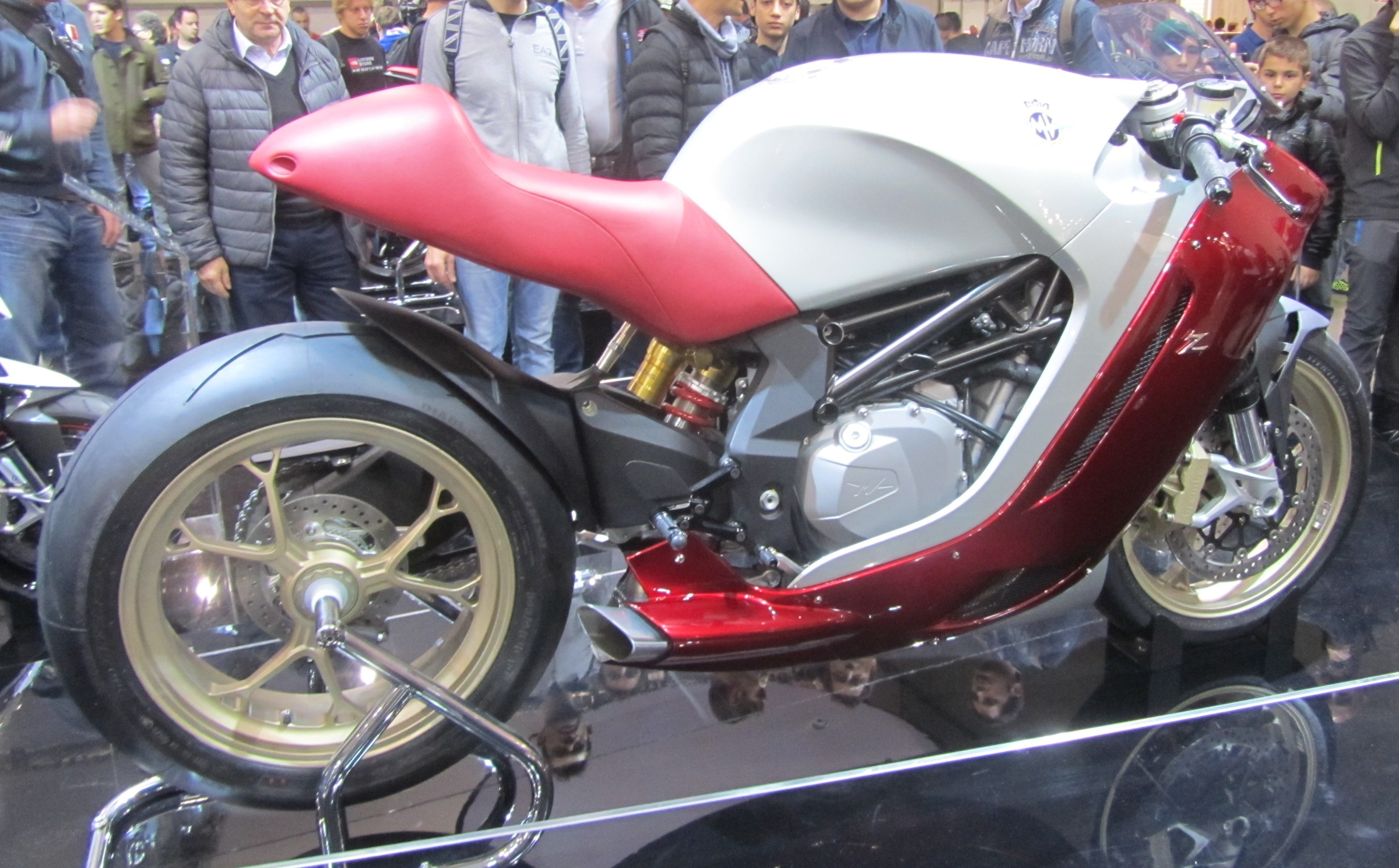
MV Agusta F4 Zagato (2016)

#### F4
- F4 1000 RR Aurum (1 esemplare) - 2008
- F4 1000 Ecole d'Aviation (1 esemplare) - 2011
- F4 1000 RR Lewis Hamilton (1 esemplare) - 2012
- F4 1000 RR Bicentenario Carabinieri (1 esemplare) - 2014

- F4 1000 Zagato (1 esemplare) - 2016
- F4 1000 Lebanon (1 esemplare) - 2017
- F4 1000 Abu Dhabi (1 esemplare) - 2018

- F4 1000 RC Blue (1 esemplare) - 2018

#### F3
- F3 675 Dark Dog (1 esemplare) - 2012
- F3 800 Army Green (1 esemplare) - 2012
- F3 800 AMG (1 esemplare) - 2014
- F3 800 Lambo (1 esemplare) - 2014
- F3 800 Missoni (1 esemplare) - 2015
- F3 800 Oscura (1 esemplare) - 2015
- F3 800 Unicef (1 esemplare) - 2019

#### BRUTALE
- Brutale 1078 RR - Jean Richard (1 esemplare) - 2008
- Brutale 990 R Brand Milano (1 esemplare) - 2010
- Brutale 1090 RR - Emanuele Filiberto (1 esemplare) - 2011
- Brutale 675 Europei Canottaggio (1 esemplare) - 2012
- Brutale 1000 RR - JC (1 esemplare) - 2013
- Brutale 675 CAF (1 esemplare) - 2014
- Brutale 800 Diablo Rosso 3 (1 esemplare) - 2016
- Brutale 800 Valkyrie Aston Martin (1 esemplare) - 2018
- Brutale 800 RR Lewis Hamilton Amfar (1 esemplare) - 2019

- Brutale 1000 RR Blue & White ML (1 esemplare) - 2020

#### DRAGSTER
- Dragster Militare (1 esemplare) - 2015
- Dragster Chrome (1 esemplare) - 2015
- Dragster J- AX (1 esemplare) - 2016
- Dragster Timur Sardarov (1 esemplare) - 2016
- Dragster Marcelo Burlon (1 esemplare) - 2016
- Dragster Blackout (1 esemplare) - 2017

- Dragster Shining Gold 1 (1 esemplare) - 2017
- Dragster Shining Gold 2 (1 esemplare) - 2018
- Dragster The Arsenale Macau (1 esemplare) - 2020
- Dragster London Special (1 esemplare) - 2021

#### RIVALE
- Rivale Urban Camo (1 esemplare)
- Rivale CC (1 esemplare)

#### Turismo veloce
- Turismo Veloce CC (1 esemplare) - 2018

#### Superveloce
- Testalarga (1 esemplare)  - 2023

### La gamma 2025

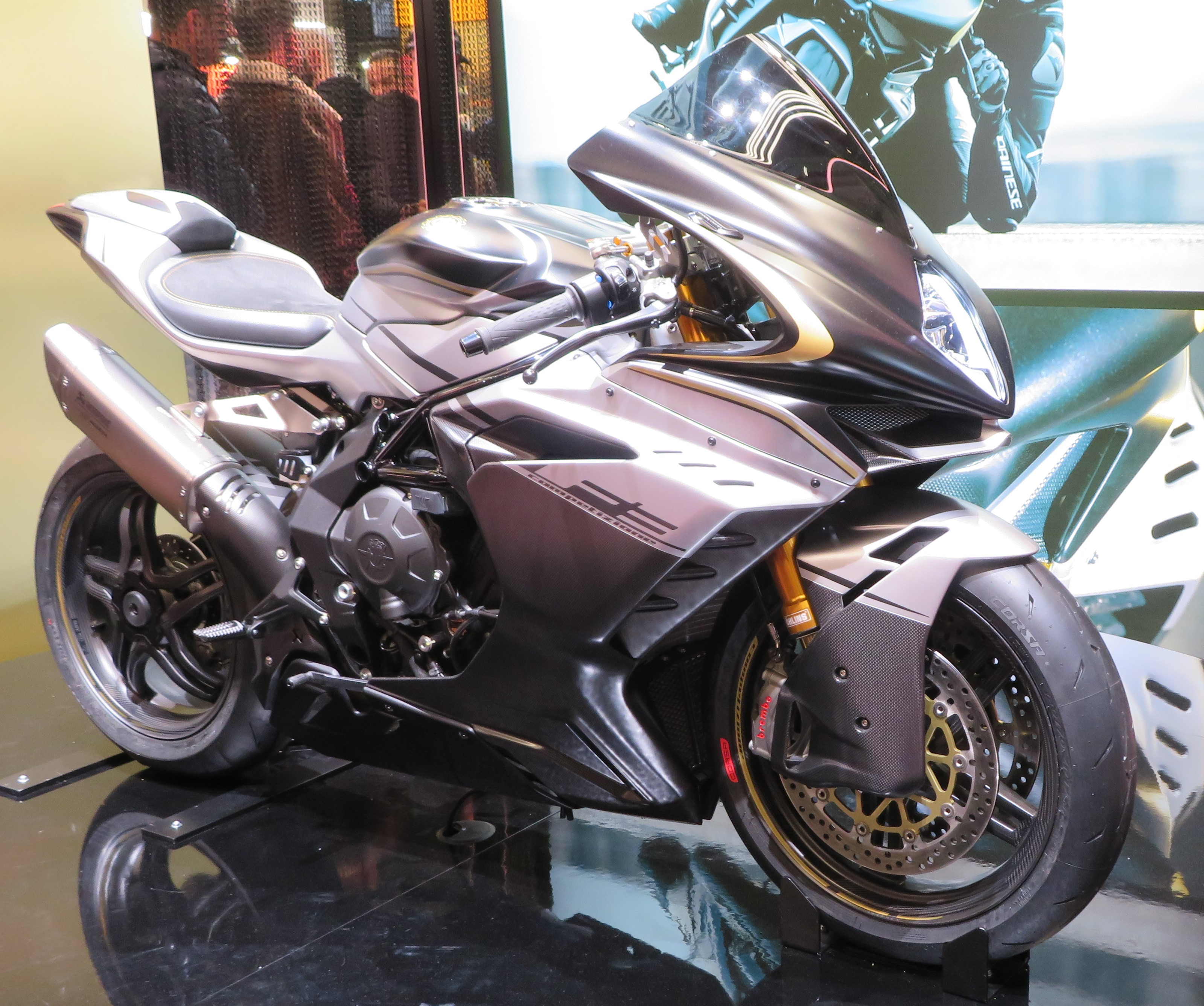
MV Agusta F3 Competizione (2025)

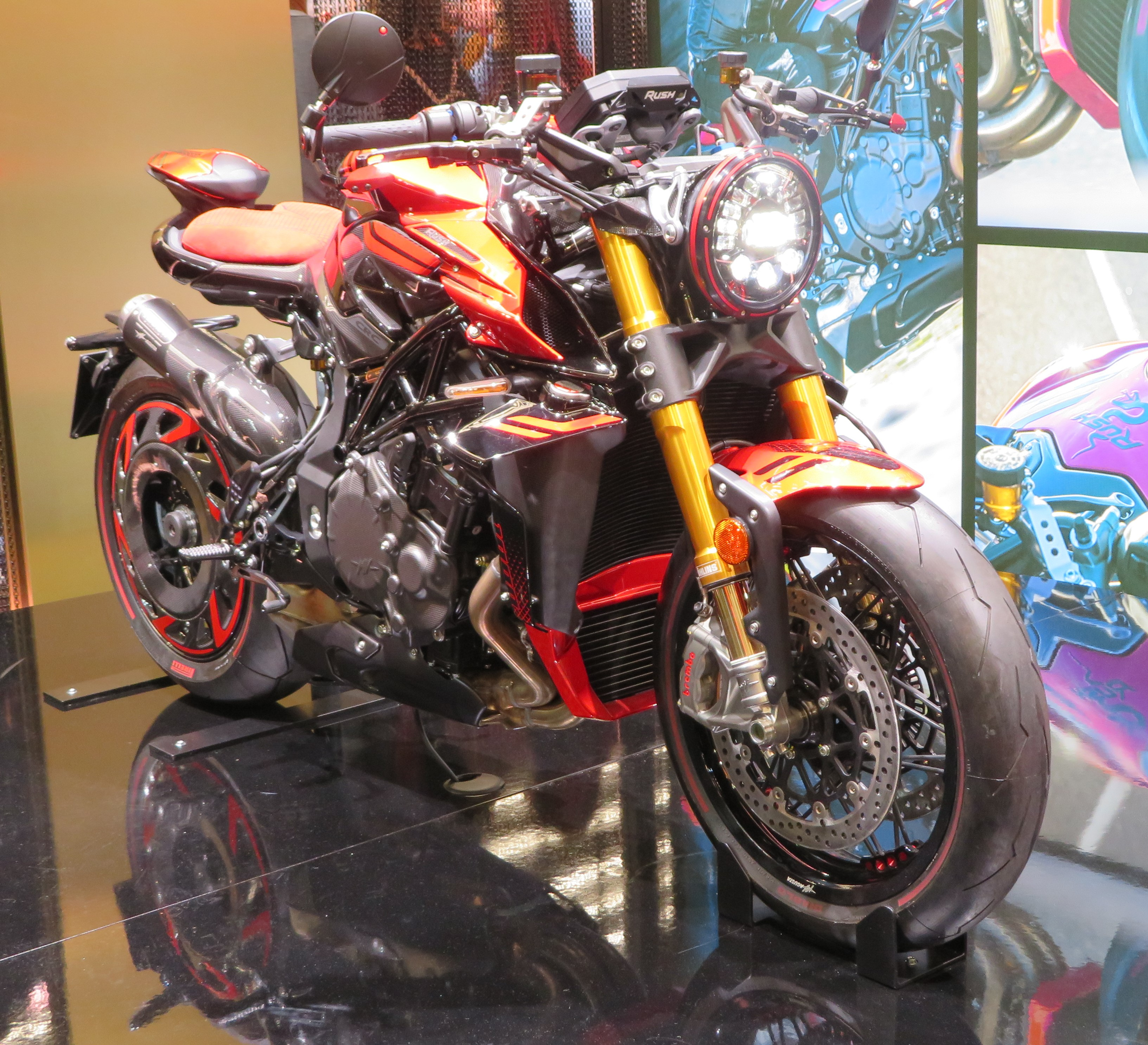
MV Agusta Rush 1000 (2023)

- F3: R, RC, RR, Competizione, Ottantesimo
- Brutale: 800 R, 800 RR, 1000 RR, 1000 RR Assen, 1000 RS, Ottantesimo
- Superveloce 800, Superveloce S 800, Superveloce 98, Ottantesimo
- Superveloce 1000: Serie Oro, Ago
- Turismo Veloce: R, RC SCS, Lusso SCS
- Dragster: R, RC SCS, RR SCS, Ottantesimo
- Rush 1000
- Enduro Veloce
- LXP Orioli

### Il museo
Nel 1986 vennero messe all'asta alcune moto da corsa, i prototipi, i motori e i telai del Reparto Corse MV Agusta. Nonostante la decisa campagna di stampa della rivista Motociclismo, mirata a far rimanere in Italia quel patrimonio culturale, sportivo e industriale, nessun ente pubblico ritenne opportuno intervenire. Per la somma di 1,5 miliardi di lire la storia della casa motociclistica finì nella collezione di un privato americano. Motociclismo tentò in extremis anche una sottoscrizione tra i lettori, ma non riuscì a raggiungere una cifra sufficiente.
Oggi si può ammirare nel Museo Agusta di Cascina Costa quanto il GLA (Gruppo Lavoratori Agusta Seniores) riuscì a salvare; motocicli e documentari a testimonianza di una parte importante della storia sociale, economica e sportiva italiana.